# Wilk w kulturze

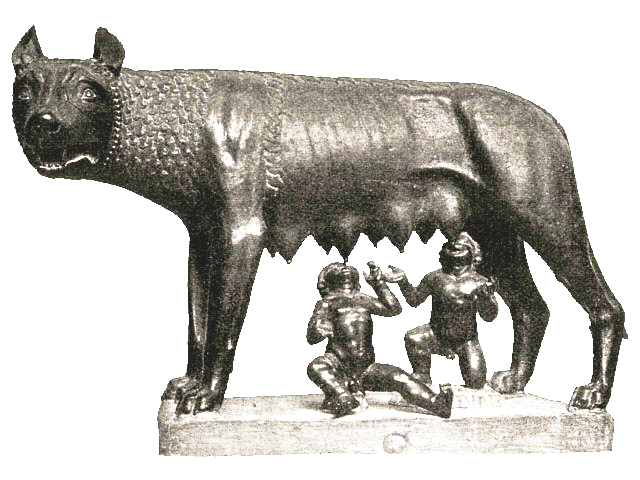
Wilczyca kapitolińska

Wilk jest obecny w wierzeniach i kulturze wszystkich narodów zamieszkujących tereny, na których występuje. Obecny jest w imionach i nazwiskach, nazwach miejscowości, gór, rzek i innych obiektów geograficznych. Występuje w mitach zarówno religijnych, jak i narodowych. Przedstawiany jest we wszystkich obszarach działalności artystycznej, często jako symbol zagrożenia, zła, sił mrocznych i dzikich. Jego zwierzęcą siłę i niezależność próbowano posiąść. Służyć temu miały magiczne obrzędy szamanów, noszenie wilczych kłów czy przywdziewanie jego skóry. W wielu kulturach występuje mit o możliwości przemiany człowieka w wilka, wilkołactwie. Pierwotnie obraz wilka nie był jednoznaczny w sensie moralnym – jednoznacznie zły. Pozytywnie bywała postrzegana wilcza niezależność i siła. Istnieją mity o opiece wilków nad ludźmi, jak ten o założycielach Rzymu: Romulusie i Remusie.
Chrześcijaństwo utożsamiło wilka z diabłem, przeciwstawiając jego zwierzęce cechy ideałowi Jezusa, przedstawianego pod postacią baranka. Na wiele wieków zaważyło to na sposobie postrzegania wilka w europejskim kręgu kulturowym.
Obecnie wilk symbolizuje zarówno zło, jak i siłę i niezależność. Strach, jaki budzi, bywa wykorzystywany do zdobycia psychologicznej przewagi nad przeciwnikiem, przy pomocy samej „wilczej” nazwy. Nazw takich używają ugrupowania wojskowe, partyzanckie czy terrorystyczne, ale i kluby sportowe. Wilk, dzięki twórczości literackiej jego piewców, zdołał wytworzyć i inny mit kulturowy – mit o bezkresnych przestrzeniach, pełnej swobodzie, surowym pięknie i pełnej wolności.

## Wilk w kulturach europejskich

### Grecja
W mitologii greckiej czas był symbolizowany wizerunkiem Chronosa. Składały się na niego: pies (symbolizujący przeszłość), lew (symbolizujący teraźniejszość) oraz wilk, będący symbolem przyszłości.
W starożytnej Arkadii składano ofiary z ludzi bóstwu o nieustalonym imieniu, wypartemu następnie przez Zeusa z przydomkiem Lykajos („wilczy”). Miejsce składania ofiar zwano „Lykajon”, czyli „Wilcza Góra”. Według mitu, Lykaon był pierwotnie człowiekiem, złym i okrutnym władcą, królem Arkadii. Wraz ze swymi 50 synami dopuszczał się licznych okrucieństw na swych poddanych. O skargach ludzi dowiedział się Zeus i przybył do Arkadii, by samemu się przekonać, jak wygląda sytuacja i jakim władcą jest Lykaon. Król poczęstował Zeusa pieczenią z zabitego chłopca, co rozgniewało boga. Z zemsty zamienił on złego króla w wilka, a na całą ludzkość zesłał potop.
Wilk w starożytnej Grecji związany był nie tylko z kultem Zeusa, ale też Apollina. Apollo Lykoktonos (Apollo Wilkobójca) jako bóg Słońca chronił stada przed wilkami za pomocą strzał-promieni słonecznych. Sam Apollo także był pasterzem – według Iliady pasał stada Admeta i Laomedona. W Atenach istniał kult Apollina Likejosa (Apollina Wilczego) i poświęcony mu gimnazjon poza murami miasta, nad rzeką Eridan. W gimnazjum tym Arystoteles założył szkołę filozoficzną Likejon, od którego wzięły nazwę współczesne licea. Postać wilczycy przybrała także matka Apollina, Latona, w czasie dwunastodniowej ucieczki przed zazdrością Hery z kraju Hiperborejczyków na Delos.
Wilk, obok psa i jastrzębia, był symbolem boga wojny Aresa. Postać wilczycy przybierała Mormo (lub Mormolyke), żeński demon wysysający krew z młodych ludzi.
Na utrwalanie poglądów na temat zwierząt, w tym wilka, duży wpływ miały dzieła Arystotelesa. W traktacie Zoologia pisze on, że wilk, będąc drapieżnikiem, pozostaje w stanie wojny z osłem, bykiem i lisem. W niektórych zaś sytuacjach krzyżuje się z psimi sukami. Stosunki człowieka z wilkiem są według niego skomplikowane – z jednej strony, wilki (zwłaszcza pozostające poza stadem) czasem polują na ludzi, z drugiej, w niektórych rejonach (Krym) towarzyszą w połowie ryb, analogicznie jak sokoły w sokolnictwie. W razie niewywiązywania się ludzi z umowy o podziale połowu, niszczą one suszące się sieci. Arystoteles podawał w wątpliwość przekonanie, że wszystkie wilczyce wydają na świat potomstwo tylko w dwunastu określonych dniach roku, co miało być związane z historią Latony. Zadaje też kłam twierdzeniu, jakoby wilczyce rodziły tylko jeden raz w życiu.
W starożytnej Grecji zwierzęta były wcieleniem sił wyższych. Nierzadko oddawano im cześć, a nawet uważano ich za przodków najstarszych rodów. Nie można było ich zabijać, a ich wizerunki były znakami rozpoznawczymi rodzin. Ich totemizm przejawiał się głównie na Samos, gdzie czczono owcę, w Tebach – miejscu oddawania czci łasicy, i w Delfach, gdzie do najważniejszych zwierząt należał wilk.

### Rzym

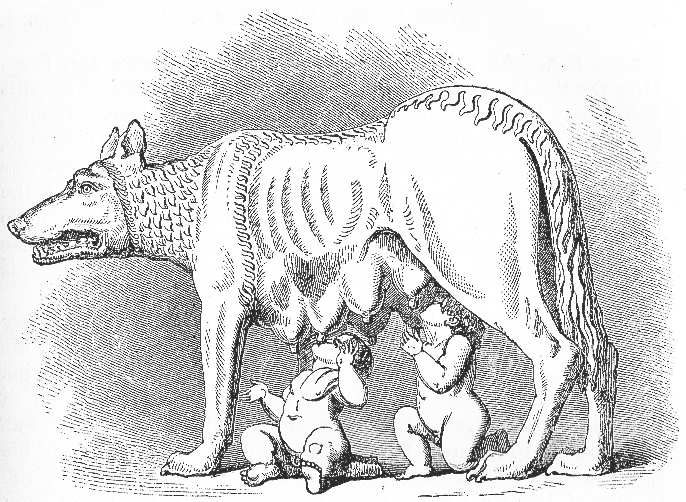
Wilczyca kapitolińska – ilustracja z Historii Rzymu Henry’ego Liddella (wyd. 1860)

W mitologii rzymskiej wilk był poświęcony, obok dzięcioła i dębu, bogu wojny – Marsowi. Wilk był symbolem założenia Rzymu, a obok konia, orła, lwa, dzika i Minotaura – jednym z symboli rzymskich legionów.
W kulturze rzymskiej pojawienie się wilka przed bitwą zwiastowało pomyślny przebieg walki, jednakże, jak twierdził Pliniusz Starszy, jego wzrok odbierał głos człowiekowi, który pierwszy na niego spojrzał. W wierzeniach staroitalskich występował natomiast faun Luperkus, pełniący rolę magicznego stróża stad hodowlanych przed wilkami. Poświęcone mu święto, Luperkalia, obchodzono w ostatnim miesiącu roku według kalendarza rzymskiego, Februariusie, co odpowiada współczesnemu lutemu. Miejscem obchodów była jaskinia na wzgórzu Palatyn, w której według legendy wilczyca wykarmiła swym mlekiem mitycznych założycieli Rzymu – bliźniaków Romulusa i Remusa.
Obrzęd odbywał się (według współczesnego kalendarza) 15 lutego, a sprawowali go kapłani zwani Luperkami (według innej wersji członkowie arystokratycznego stowarzyszenia Luperków). W jaskini na zboczu Palatynu składano ofiarę z kozy lub kozła oraz psa. Po zabiciu zwierząt prowadzący kapłan dotykał zakrwawionym nożem czoła każdego z uczestników, lecz ślad krwi był natychmiast zmywany kłębkiem wełny nasączonej w mleku. Podczas tej czynności wszyscy obecni każdorazowo mieli według opisu wybuchać śmiechem. Następnie luperkowie odziani jedynie w koźle skóry przepasujące lędźwie obiegali Palatyn, smagając zgromadzony lud rzymski, zwłaszcza młode kobiety, skórkami lub rzemieniami. Zwyczaj ten wywodził się prawdopodobnie z okresu przed założeniem miasta, gdy na Palatynie znajdowała się rolnicza osada. Sama nazwa święta wywodzona jest od połączenia lupus – wilk i aceo – przepędzam, co miało sugerować pasterski charakter pierwotnej ceremonii. Ofiara z kozła ma według niektórych naukowców być ofiarą z trzody, zaś pies być namiastką pierwotnej ofiary z wilka. Pomazanie krwią, a następnie szybkie jej starcie symbolizować miało rany odniesione w walce, zaś śmiech miał odpędzać złe duchy lub zaznaczać, że cała ceremonia jest jedynie symboliczna. Hałaśliwy bieg wokół Palatynu wiązany jest natomiast z odstraszaniem drapieżnych zwierząt, zaś smaganie skórkami z magiczną ochroną i kultem płodności.
Współcześnie, aż do zniesienia kultu tych świętych, 15 lutego przypadały imieniny braci, św. Faustyna i Jowity, co prawdopodobnie ma związek z legendą o znalazcy Romulusa i Remusa – pasterzu Faustusie, i być może kultem Jowisza.

### Ludy nordyckie i Germanie

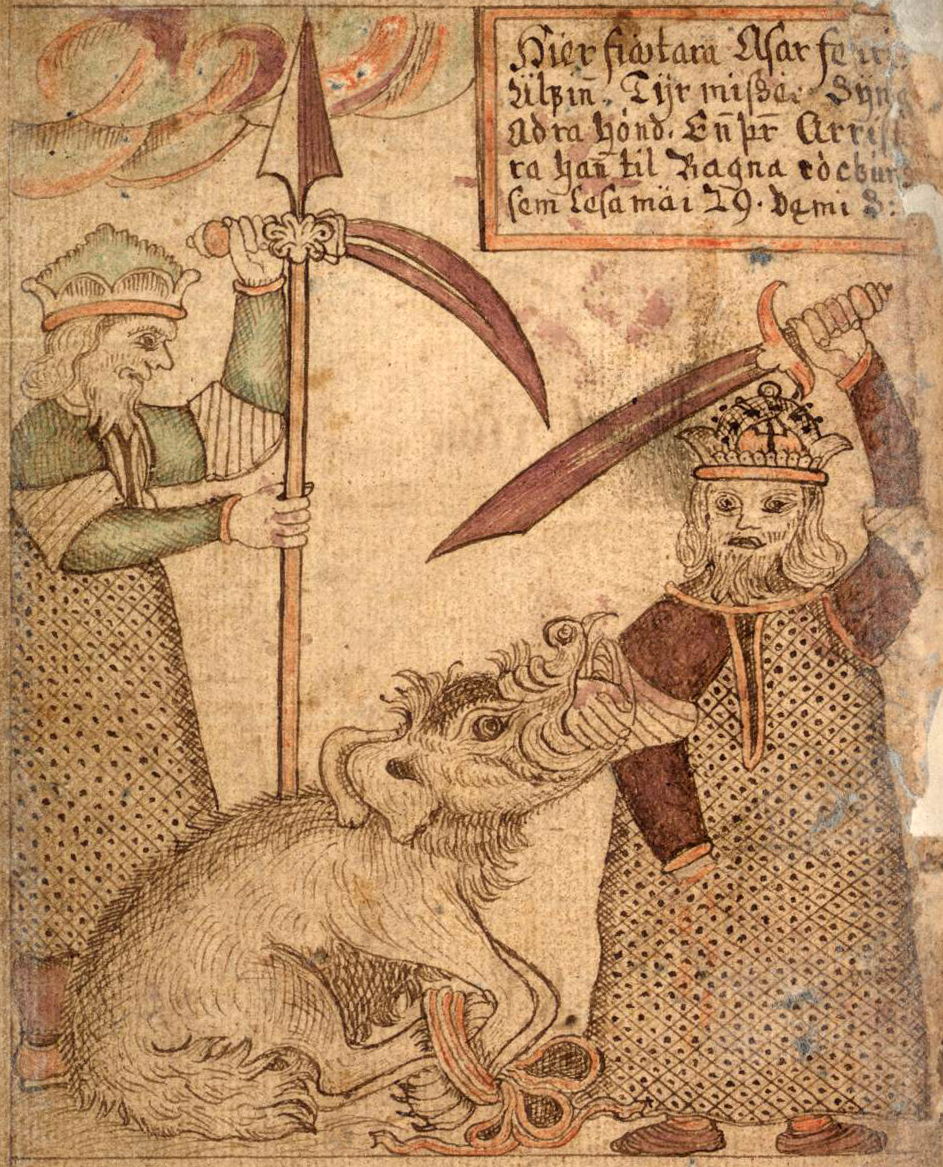
Spętany Fenrir odgryzający prawą rękę Tyrowi

Wilkowi przypisano w nordyckich mitach rolę podobną do tej, jaką chrześcijaństwo przypisuje szatanowi. Chodzi o Fenrira, syna trickstera Lokiego i olbrzymki Angerbody, który był dzikim i bardzo silnym wilkiem. Z obawy przed jego siłą bogowie zdecydowali się go uwięzić. Został spętany magicznym powrozem stworzonym z korzeni gór, ptasiej śliny, kobiecej brody, odgłosu kocich kroków i podobnych elementów.
Według innej wersji mitu, Fenrir był potwornym wilkiem pozwalającym sobie dla zabawy zakładać różnorakie pęta, które bez trudu zrywał. Pewnego razu Bogowie zlecili karłom wykonanie specjalnego sznura zwanego Gleipnir, którego Fenrir zerwać już nie zdołał. Wilk utracił swoją wolność, a bóg wojny, Tyr, prawą rękę, którą włożył w wilczą paszczę.
Według mitu, Fenrir zdoła się uwolnić podczas końca świata – na początku Ragnarok, i wraz z Garmem, psem bogini Hel, podejmie próbę obalenia kosmicznego ładu. Zdoła pożreć Słońce i Odyna, lecz zostanie ostatecznie pokonany i zabity przez jego syna – Widara. Obraz ten jest przeniesieniem na skalę kosmiczną zagrożeń społecznych, płynących z naruszania przyjętych reguł.
Wilk zatem symbolizuje w owym micie nie tylko zło, ale i chaos, powstały wskutek nieprzestrzegania odwiecznych praw. W części poetyckiej Eddy idiomy związane z wilkiem są pejoratywne – „wilczy los” to zły los, poniewierka; „obyś stał się wilkiem w lesie” to przekleństwo, a szubienicę nazywa się tam „wilczym drzewem”.
W mitologii nordyckiej wilkowi przypisano również rolę strażnika. Wraz z orłem stoi u wrót do siedziby Odyna – Asgardu, posiadającej 540 drzwi. Wilk pilnuje zachodnich drzwi, a orzeł lata nad nimi.

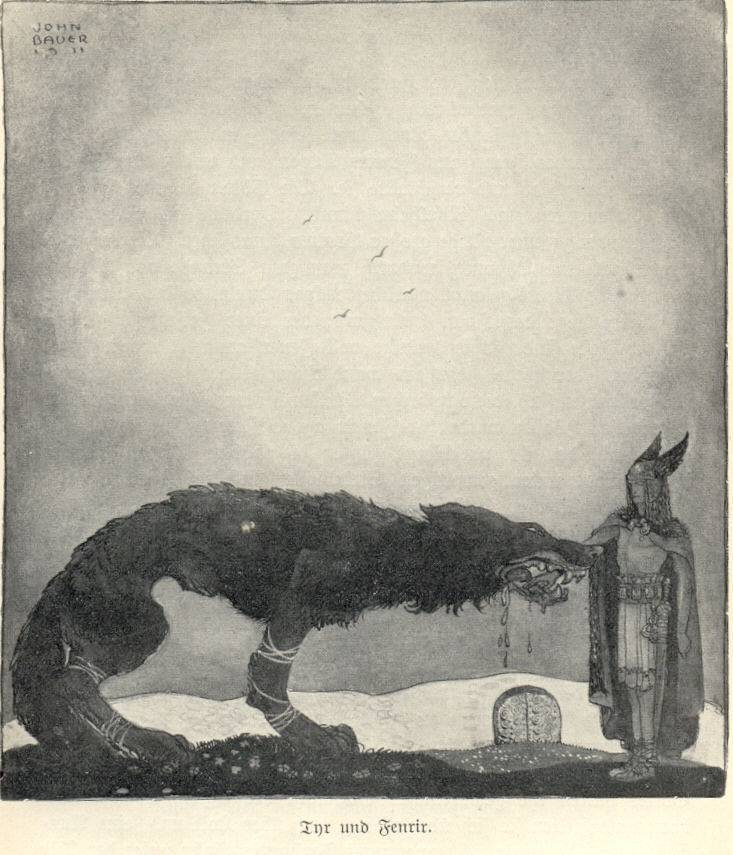
Fenrir i Tyr – ilustracja do książki Viktora Rydberga z 1911

Wilk w kulturze nordyckiej uosabia siły demoniczne. Jednakże również takich sił można było używać, i czyniono to. Wilczą moc, jak wierzono, posiadali – obok niedźwiedziej – berserkowie. Byli to niezrównani w walce, nieodczuwający strachu i nieznający litości wojownicy, potężni i budzący grozę. Obawiali się ich sami wikingowie, a w innych ludach wzbudzali strach wprost paniczny. Wierzono, że podczas bitwy wcielają się w nich duchy zwierząt – wilków i niedźwiedzi, i że żadna ludzka siła nie jest zdolna im się przeciwstawić.
Według mitu, dwa wilki: Geri („łakomy”) i Freki („żarłok”) towarzyszą Odynowi. W mitologii germańskiej znano go jako Wodana, powszechna była też wiara w wilkołactwo, „werwolf” to według mitu pół-człowiek, pół-wilk.
Do mitu tego nawiązała III Rzesza już podczas swego upadku, kiedy to Heinrich Himmler tworząc oddziały Werwolfu, wpajał ich członkom ideologię identyczną z tą, którą wpajano berserkom: „Nie istnieje ktoś taki jak «przyjaciel». Jeśli twoje zadanie zostało przez niego zagrożone, zwróć się przeciw niemu – w razie potrzeby zabij!” – z przemowy Himmlera do członków Werwolfu.

### Celtowie
U Celtów powszechne było noszenie wilczych kłów, pełniły one po części funkcję amuletu, a inną ich funkcją było magiczne obdarzenie ich posiadacza siłą tego zwierzęcia.
Można domniemywać, że wilk nie cieszył się dobrą sławą, skoro cú glas było słowem oznaczającym wykluczonego ze społeczności banitę, a w dosłownym tłumaczeniu słowo to znaczy „szary pies” lub „wilk”.

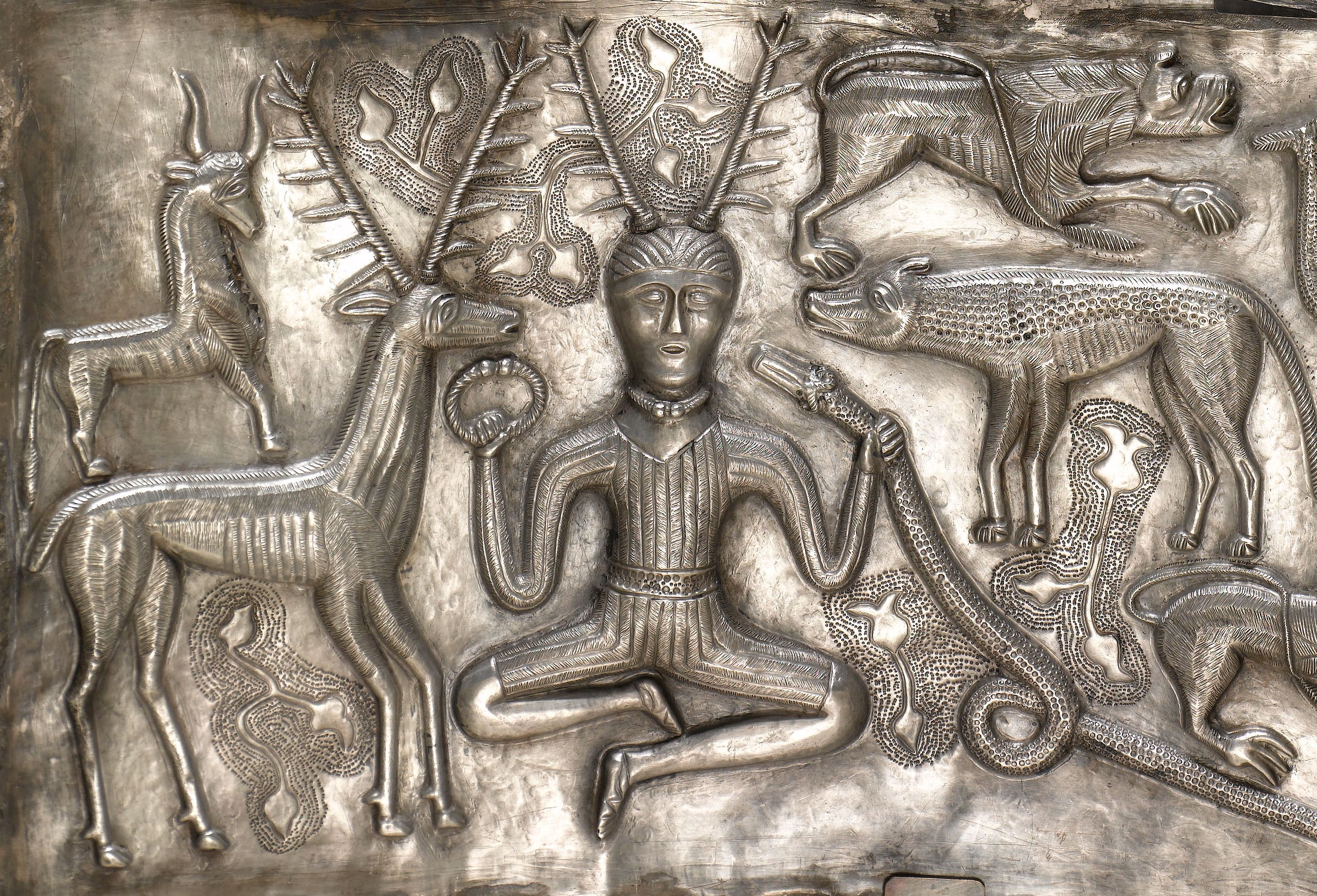
Cernunnos rozdzielający wilka (?) i jelenia, wizerunek na ściance kotła z Gundestrup

Natomiast w mitach celtyckich wilk przedstawiany jest różnie, zarówno jako zwierzę przyjazne człowiekowi, jak też jako jego wróg. Legendarny władca Tary, Cormac mac Airt, według mitu został za młodu porwany przez wilczycę i wychowywał się wraz z jej młodymi. Będąc już królem, z wdzięczności sprowadził wilczą rodzinę do pałacu. W innym celu trzymał na zamku siedem wilków inny władca, Conaire Már. Były one zakładnikami gwarantującymi, iż wilki nie będą szkodziły ludziom.
W celtyckich przedstawieniach sakralnych wilk niekiedy towarzyszy niektórym bóstwom. Na kotle z Gundestrup domniemany wizerunek wilka (lub psa) znajduje się po lewej stronie Cernunnosa, po przeciwnej stronie niż jeleń. Symbolizuje tu śmierć i siły demoniczne. Inne jego przedstawienie na kotle ukazuje wilka w scenie polowania. Na krzyżu w szkockiej miejscowości St. Madoes cztery wilki wspinają się po nim, cztery zaś wieńczą jego szczyt, co stanowi jego główny motyw zdobniczy. Pod postacią wilka bywała przedstawiana bogini wojny, Morrigan. Wedle mitów wilczą postać przybierał również Mongan, uważany za półboga.
Według Mabinogionu, przemiana w wilka mogła być karą, nakładaną przy pomocy czarów. W ten sposób ukarani zostali bratankowie Matha.
Z późniejszego okresu pochodzi legenda o wilczycy obdarzonej zdolnościami mówienia ludzkim głosem i przepowiadania przyszłości, która miała jakoby przepowiedzieć pewnemu kapłanowi z hrabstwa Meath, jaki los czeka Irlandię po opuszczeniu jej przez brytyjskich najeźdźców.

### Słowianie
W mitologii słowiańskiej wilk ma związki z obrzędowością myśliwską, ze starszą warstwą wierzeń kultury łowieckiej. Wilczych skór używano podczas tańców obrzędowych, przebierano się w nie, co miało w magiczny sposób obdarzyć myśliwych siłą wilka. Być może dalekim echem tych obrzędów był fakt, że oficerowie husarscy nosili jako odznakę stopnia wilcze skóry, podczas gdy towarzysze zadowalali się skórą lamparta czy tygrysa.
Moc przemiany, przybierania wilczej postaci, przypisywano Welesowi – bóstwu chtonicznemu Nawii (zaświatów), ale również opiekunowi bydła.
W słowiańskich wierzeniach ważną rolę odgrywały duchy leśne i zwierzęce. Ich siedzibą była kraina zmarłych lub gęste niedostępne lasy. Tajemniczość lasu potęgowało występowanie w nim dzikich zwierząt, które miały być personifikacją złych duchów. Główny duch, władca wszystkich zwierząt zamieszkujących knieje przybierał postać wilka, puchacza lub wichru, a jego strażą przyboczną były niedźwiedzie. Ludzie ze względu na niebezpieczeństwa czyhające w lesie bali się do niego wchodzić. Dla tych, którzy jednak musieli, sporządzano amulety odstraszające złe moce i duchy oraz dodające odwagi. Najbardziej obawiano się wilków i wilkołaków. Słowianie, choć fascynowali się ich siłą i tajemniczością, ze strachu starali się nie wymawiać nazwy wilka przy uroczystościach, stąd znane jest dziś powiedzenie „nie wywoływać wilka z lasu”.
W mitologii Słowian południowych i wschodnich występowała demoniczna postać Węża Ognistego jako wcielenie ognia. U Słowian wschodnich nosił nazwę Naletnik, a u Serbów łużyckich Pienieżny Żmij. Był on ojcem wężokształtnego syna zrodzonego ze zgwałconej kobiety. Chłopiec nosił imię Zmaj Ogneni Wuk (serbs. „Wąż Ognisty Wilk”). Legendy mówią, iż jego człowieczą postać pokrywała sierść. Posiadał on zdolności przemieniania siebie i swoich kompanów w wilki – wilkołaki, a także w inne zwierzęta lub ptaki.
Motyw przemiany w wilka jest częsty w słowiańskim kręgu kulturowym, występuje w wielu mitach, legendach i bajkach. Magiczne wzmocnienie wilkołakom czy też „wilkodłakom” – ludziom zdolnym dzięki czarom do przemiany w wilki – dawał Księżyc, osłabiało je natomiast srebro, mogło ono powstrzymać proces przemiany lub też zabić takie stworzenie, gdy użyto go jako srebrnej kuli. Stąd opowieści o pętaniu podejrzanych o wilkołactwo srebrnymi łańcuchami w czasie pełni. Występowanie Księżyca w micie może wskazywać na istnienie związku wilka z kultem lunarnym. Potwierdzenia tej tezy można doszukać się w Słowie o wyprawie Igora, gdzie opisano, jakoby kniaź Wsiesław przed pianiem koguta – czyli w nocy – przebiegł w postaci wilka z Kijowa do Tmurokania (niedaleko Krymu) „wielkiemu Chorsowi drogę przebiegając”. Chorsa w mitologii słowiańskiej uważa się za bóstwo lunarne (związane z Księżycem).
Lutycy (Lucicy, Wieleci, Wilcy), jedno z plemion Słowian połabskich uważający się za „dzieci Wilka”, wyróżniali się w walkach niesłychaną porywczością.
W języku rosyjskim na wilka mówiono niegdyś lutyj zwier („lute (tj. groźne) zwierzę”). Istnieje hipoteza, że było to zapożyczenie z kultury łacińskiej i nawiązanie do lutowych Luperkaliów. Bardziej prawdopodobna jest jednak inna teza – iż źródłosłów jest tu identyczny, jak nazwy miesiąca luty, i oznacza „srogi”.

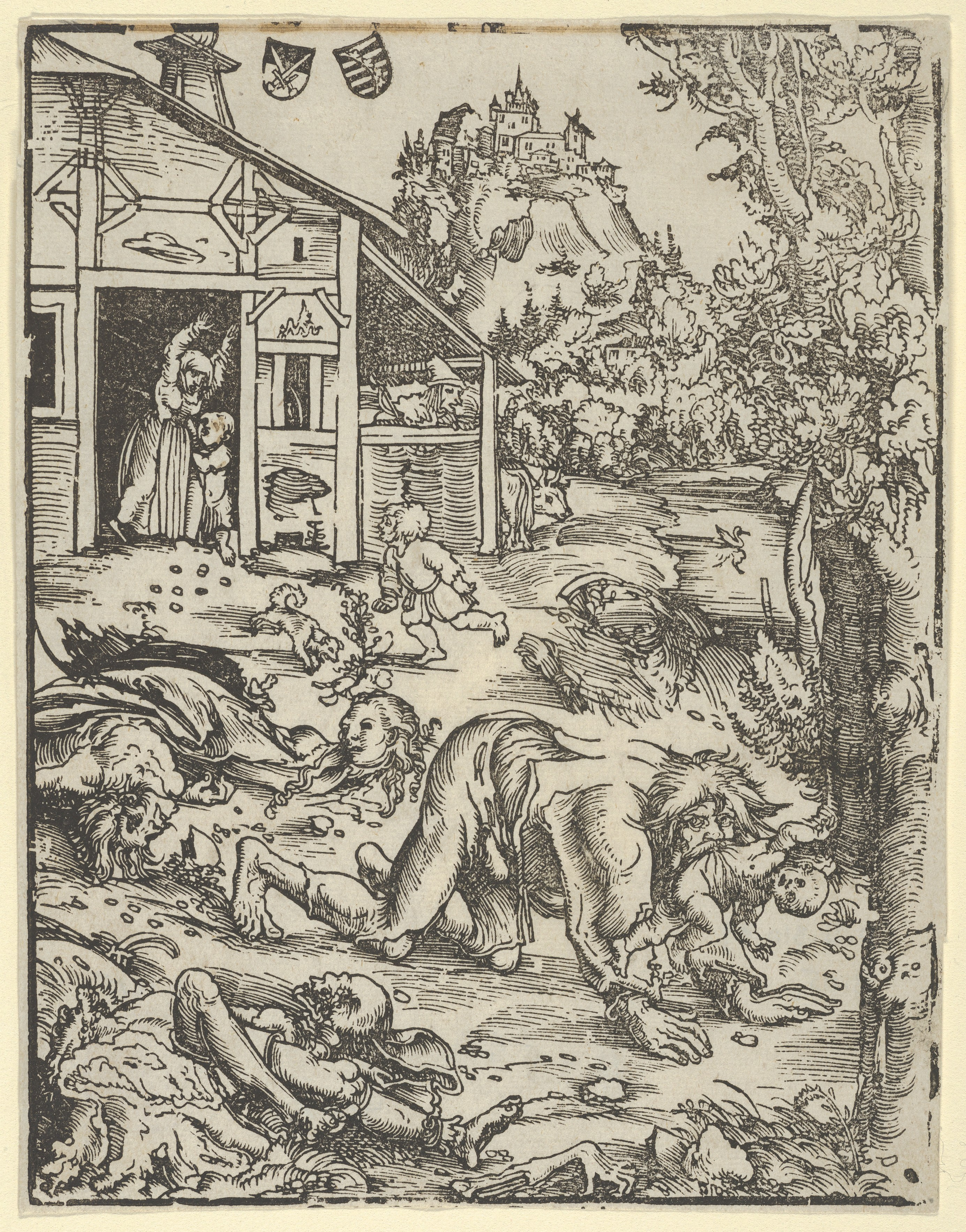
Wilkołak, Lucas Cranach starszy, 1512

### Inne kultury europejskie
W kulturze Bałtów występują liczne duchy przyrody, w tym zwierząt. Nie jest wykluczone, że i wilk miał uosabiającą go istotę duchową, niepewne jednakże jest jej imię, spotyka się formy meżawirs albo meżadews, mąż lub bóg leśny. Wiadomo natomiast o wierze Prusów, Litwinów i Łotyszy w możliwość przybierania przez dusze zmarłych postaci zwierzęcej, najczęściej właśnie wilka lub niedźwiedzia. Również Estowie, Finowie, Karelowie i Lapończycy wierzyli w możliwość pośmiertnego wcielenia się duszy w ciało wilka lub niedźwiedzia, co spotykać miało jedynie najdzielniejszych wojowników i było swego rodzaju pośmiertną nagrodą. We wszystkich wyżej wymienionych kulturach występuje wiara w wilkołaki, różnią się jedynie nazwy.
Plemiona ilyryjskie i trackie nosiły wilcze nazwy: Lukani, Dakowie (Gekowie), Droi. Dakowie mieli zwyczaj podczas wypraw łupieżczych przyodziewać się w wilcze skóry, a sposób ataku wzorowany był na zachowaniach wilczej watahy.

## Kultura chrześcijańska

### Cytaty z Biblii o wilku
Wilk przedstawiany jest w Biblii w sposób zdecydowanie negatywny, jednakże większość wzmianek o wilkach ma znaczenie przenośne. Już w Księdze Rodzaju można przeczytać proroctwo Jakuba: „Beniamin – wilk drapieżny, co rano rozrywa zdobycz, a wieczorem rozdziela łupy” (Rdz 49,27). W proroctwie tym wypowiedzianym na łożu śmierci Jakub przyrównał do wilka swego syna Beniamina, co zapewne miało wskazywać na wojowniczość wywodzącego się od niego plemienia. W podobnym kontekście przedstawia wilka Księga Ezechiela: „Przywódcy (...) są jak wilki rozdzierające zdobycz: rozlewają krew, zabijają ludzi, aby osiągnąć niesprawiedliwe zyski” (22,27) – mowa tu o pozbawionych skrupułów książętach Judy oraz Księga Sofoniasza: „Jego książęta są pośród niego lwami ryczącymi, sędziowie jego – wieczorem wilkami, które nic do rana nie pozostawiają” (3,3). Zatem w Starym Testamencie wilk uosabia drapieżność, bezwzględność i pazerność, a przy tym jest amoralny. Jednakże już u Izajasza widoczny jest motyw przemiany duchowej wilka, podkreślony później w Nowym Testamencie: „Wilk zamieszka wraz z barankiem” (Iz. 11,6 por. 65,25).

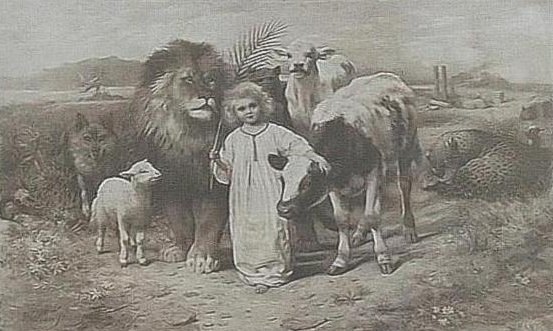
„Wilk przemieniony”, w zgodzie z jagnięciem

Według interpretacji fragmentu ewangelii Jana mówiącego o pasterzu, owczarni i wilku (J 10,12; J 8,44) dokonanej przez św. Augustyna, Jezus nazywa wilka diabłem: „A kto jest wilkiem? Czyż nie diabeł?”, wszak „od początku był on zabójcą”. Jezus mówi też: „Strzeżcie się fałszywych proroków, którzy przychodzą do was w owczej skórze, a wewnątrz są drapieżnymi wilkami” (Mt 7,18). Rozsyłając zaś uczniów mówi: „Oto Ja was posyłam jako owce między wilki” (Mt 10,26 por. Łk 10,3). Wilka jako symbol niebezpieczeństwa, zagrożenia przedstawia św. Paweł: „wiem, że po moim odejściu wejdą między was wilki drapieżne, nie oszczędzając stada” (Dz 20,29).

### Wilk jako symbol grzechu i herezji
Tak z biblijnej, jak i z pogańskiej symboliki wilka pochodzi jego symbolika chrześcijańska, w której wilk jest przede wszystkim alegorią dwóch grzechów głównych: chciwości i nieumiarkowania w jedzeniu i piciu. Ponadto przypisuje mu się cechy diaboliczne: wiąże się go z diabłem i czarownicami, które według średniowiecznych i późniejszych legend używały wilków jako wierzchowców lub wkładały wykonane z wilczej skóry podwiązki. Z przeciwstawienia wilka barankowi pochodzi częste zwłaszcza w średniowieczu wyobrażenie wilka jako alegorii herezji. Stąd częste w malarstwie średniowiecznym przedstawienie wilków rozszarpywanych przez psy – wilki symbolizują tu heretyków, a psy zakon dominikański (według ludowej etymologii domini canes, psy Pańskie), który najbardziej oddawał się walce z herezją. W podobny sposób dla Dantego wilk razem z lwem i panterą jest symbolem trzech grzechów głównych: chciwości, nieczystości i pychy. Wilczyca w Boskiej Komedii (Piekło 1, 31–60) wzbrania poecie wstępu na świetlaną górę: „Wilczyca nabrzmiała od płodu żądz wszelkich, mimo że chuda i sucha, sprawczyni nieszczęść mnogiego narodu”.
Natomiast jedynie „wilk przemieniony”, ten „mieszkający z jagnięciem”, pozbawiony drapieżnego instynktu, staje się symbolem duchowej przemiany, metanoi, nawrócenia się.

### Święty Mikołajjako opiekun wilków i obrońca przed wilkami
W polskim folklorze postać Świętego Mikołaja często była uważana za patrona pasterzy, przy czym była ona również przedstawiana jako obrońca od wilków i ich opiekun. Tradycja ta jest znana przez długi czas i została uwieczniona przez polskich pisarzy (m.in. przez Wacława Potockiego w „Ogrodzie Fraszek”)

### Matka Boża jako obrończyni przed wilkami
Motyw Matki Bożej – obrończyni przed wilkami obecny jest w pobożności ludowej, a związany ze świętem Matki Bożej Gromnicznej, obchodzonym 2 lutego. Przedstawienie Matki Bożej ze świecą w ręku, odpędzającej od domostwa zgłodniałe wilki, jest dziełem krakowskiego artysty, Piotra Stachowicza. Miniaturową reprodukcję tego obrazu wierni umieszczali na gromnicach, święconych tego dnia w kościele. Poświęconą gromnicą wypalano znak krzyża w domu na belce stropu, a także obchodzono z nią całe gospodarstwo, błogosławiąc dobytek. Poetka Kazimiera Iłłakowiczówna pisała o tym tak: „pod ogień Twój święcony, wiszący nad woskiem gromnic, przez las kolący i wyjące wilki idę bez wszelkiej obrony...”.

### Walentynki a Luperkalia
Rzymskie Luperkalia obchodzono 15 lutego. Dzień wcześniej, 14 lutego, obchodzony jest dzień św. Walentego, święto zakochanych – walentynki. Święto tego męczennika ustanowiono w 496 roku, a więc w okresie, gdy chrześcijaństwo
było już w Rzymie religią państwową. Zastąpiono w ten sposób święto wilka dniem pamięci Walentego, ale wilk jednak pozostał – w imieniu świętego. Semicki odpowiednik nazwy Luperkus to Val, imię Walenty pochodzi od rdzenia Valens – „waleczny”, a jego źródłosłów ma związek także z wilkiem. W oficjalnym, kościelnym spisie męczenników, tzw. martyrologium rzymskim, jest ośmiu świętych o tym imieniu. Może chodzić o biskupa Terni, który zginął w 269 roku, lub też o rzymskiego kapłana, który uleczył ślepotę córki jednego ze sług cesarza, ale i nawrócił na chrześcijaństwo całą jego rodzinę. Ponoć dziewczyna zakochała się w nim, lecz wrogi chrześcijanom cesarz najpierw kazał go torturować, a następnie ściąć mieczem. Właśnie ten drugi Walenty miałby być patronem zakochanych.
Historia chrześcijaństwa zna również świętych o imieniu dosłownie oznaczającym wilka. Byli to święci: Lupus z Troyes, biskup oraz Lupus (Leu) z Sens. 

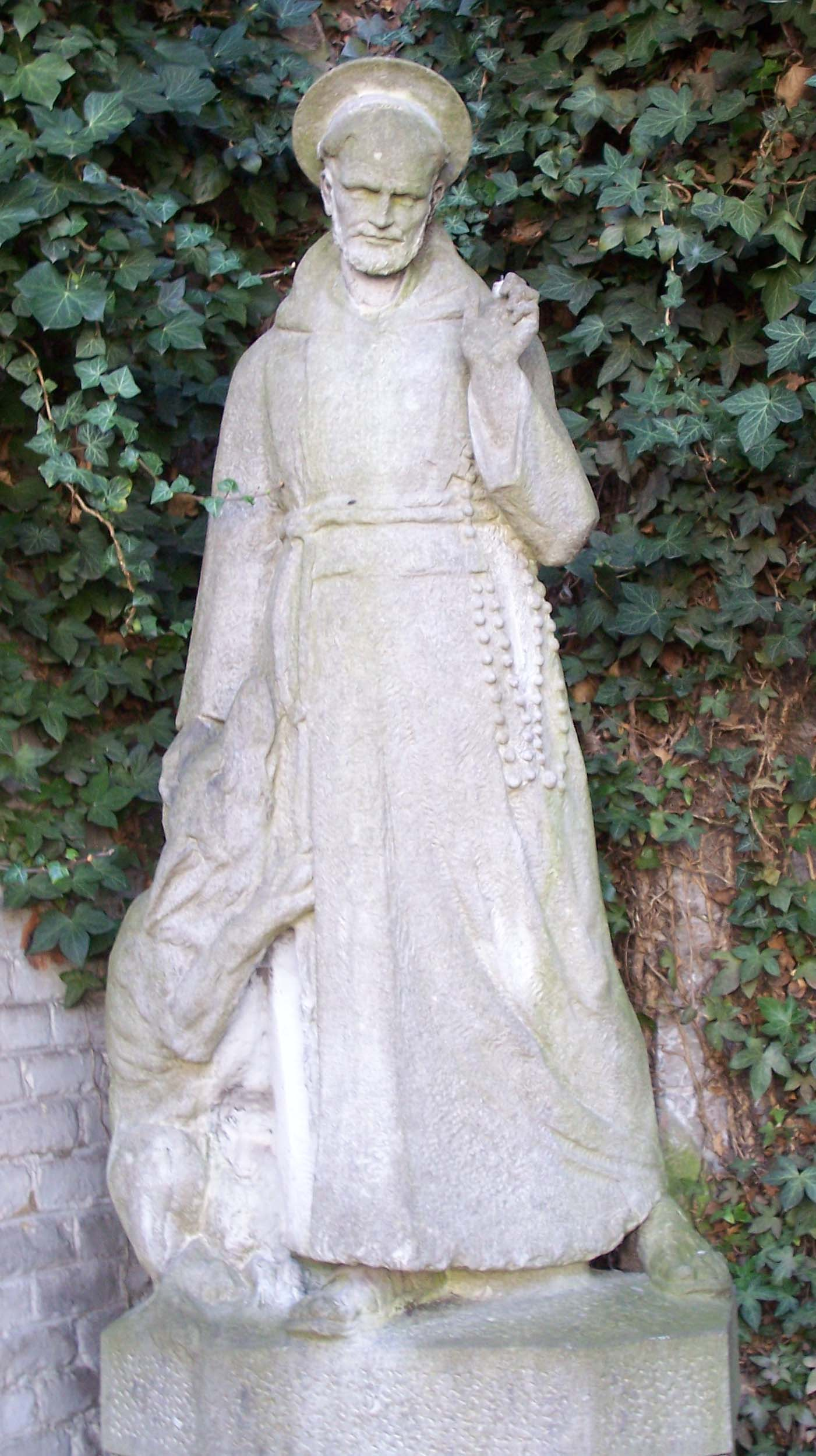
Święty Franciszek i wilk z Gubbio – figura w klasztorze kapucynów w Belgii

### Kwiatki świętego Franciszka
Ilustracją przemiany duchowej, z owego drapieżnego „diabła” w wilka „leżącego z jagnięciem” jest postać wilka z Gubbio, występująca w Kwiatkach św. Franciszka.
W opowieści tej w okolicy miasta Gubbio pojawia się wilk – dzika bestia pustosząca okolicę. Nikt nie potrafił go pokonać i mieszkańcy żyli w ciągłym strachu. Gdy do miasta przybył święty Franciszek, postanowił spotkać się z wilkiem i przekonać go do zmiany postępowania. Przemówił do wilka następująco:
„Bracie wilku, wyrządzasz wiele szkód w tej okolicy, i popełniłeś moc złego, niszcząc i zabijając wiele stworzeń bez pozwolenia Boga. A zabijałeś i pożerałeś nie tylko zwierzęta, lecz śmiałeś zabijać i ludzi, stworzonych na podobieństwo boskie. Przeto zasłużyłeś na stryczek, jako złodziej i zbójca najgorszy, i lud cały krzyczy i szemrze przeciw tobie i cała okolica jest tobie wroga. Lecz zawrę, bracie wilku, pokój między tobą a nimi, byś ich nie krzywdził więcej, a oni przebaczą ci wszelką urazę dawną i ani ludzie, ni psy nie będą cię już prześladować”.
Wilk podał świętemu łapę i zgodził się zmienić swe postępowanie. Został odtąd przyjacielem ludzi, którzy wybaczyli mu dawne winy, i „żył potem wilk wspomniany dwa lata w Gubbio; chadzał poufale po domach od drzwi do drzwi, nie czyniąc zła nikomu i nie doznając go od nikogo. A ludzie żywili go uprzejmie”.

## Wilk w kulturach azjatyckich

### Żydzi i judaizm
Obraz wilka w Starym Testamencie jest negatywny. W Księdze Ezechiela przedstawiany jest jako symbol dzikości (Ez 22, 27). Do wilków porównuje się grzeszników lub cały Izrael, „gdy nie słucha Pana” (Ha 1,8). Żarłoczne wilki są symbolem chciwości u Sofoniasza (So 3,3).
W kabalistyce wierzono, iż zwierzęta zostały stworzone, by służyć człowiekowi. Każde z nich rodzi się z wiedzą o tym, jak chronić się przed wrogimi drapieżnikami i przed truciznami. Człowiek używając artefaktów zwierzęcych może ochronić się przed niepożądanymi chorobami lub przypadłościami, a nawet przed nieszczęściem. Części ciała wilka miały według kabalistów właściwości ochronne. Wilcze oczy i zęby oraz pokrojony w kostki ogon zapobiegał atakom choroby u dzieci. Ząb wilka zawieszony u szyi konia powodował, iż ten nie płoszył się. Cały ogon zawieszony w domu odstraszał muchy. Myszy odstraszał dym z opalonej wilczej skóry. Wysuszone i noszone przy ciele prawe oko wilka chroniło każdego przed nieszczęściem oraz urokami. Mąż, który wysmarował wilczym sadłem  gardło śpiącej żony, sprawiał, iż ta mówiła przez sen.
W kabalistyce mały wilk zapowiadał deszcz, a większy zyski.

### Arabowie i islam

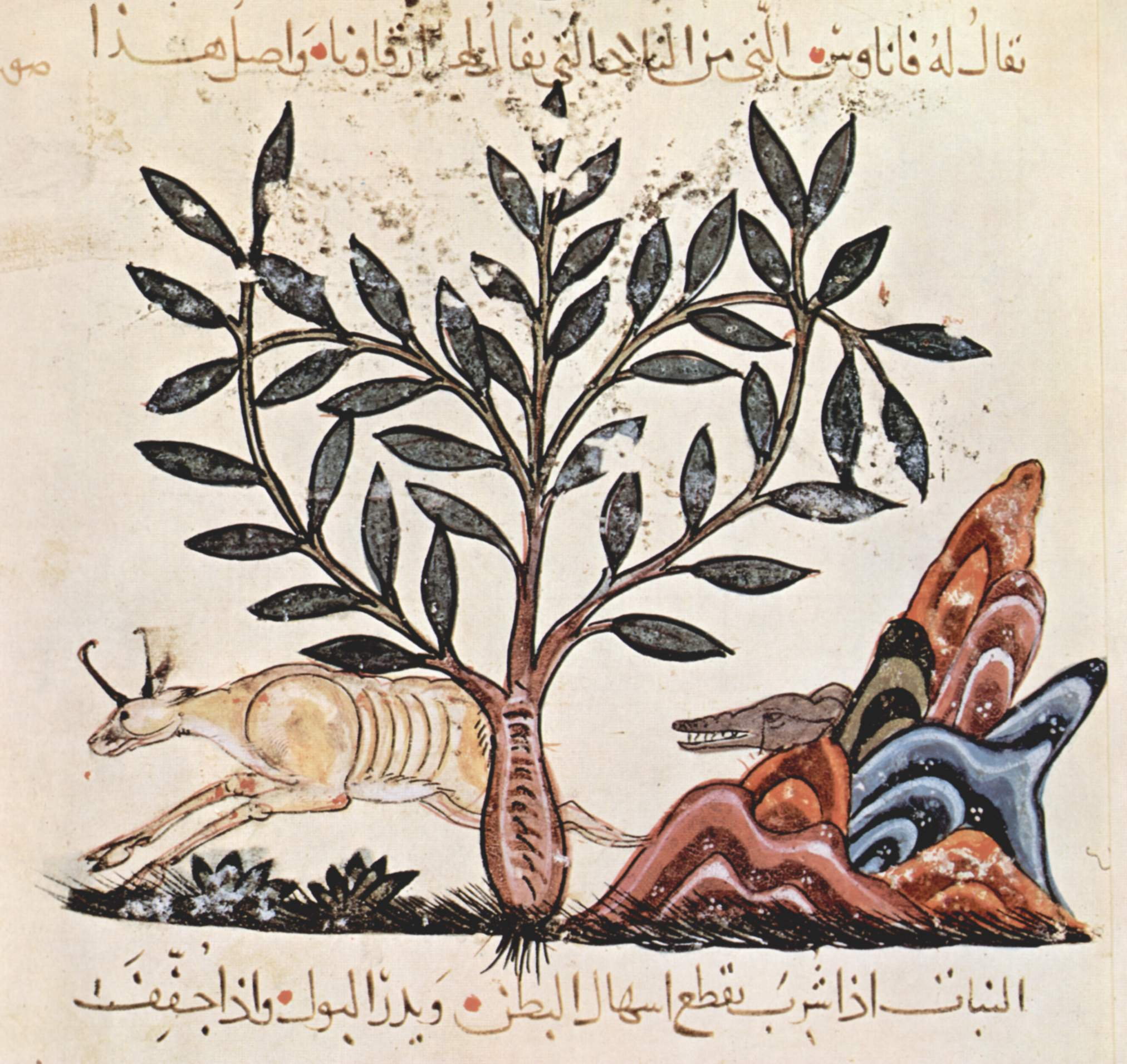
Polujący wilk. Ilustracja do Osobliwości stworzeń. Miniatura arabska z XIII w.

W kulturze arabskiej wilk jest jedną z postaci, jakie przybierać mogą dżinny. W czasach przedmuzułmańskich uosabiały one wrogie człowiekowi siły natury, zamieszkiwały groby, ruiny i inne ponure i odludne miejsca. Istnieje mit o demonie zwanym Sila, jest to wiedźma – ghul w postaci kobiecej bądź też wielbłądzicy o ludzkiej twarzy i rękach. Według mitu, porywała ona ludzi na pustyni, aż pewnego razu została schwytana i uwięziona przez wilka. Wzywa wówczas pomocy ludzi, obiecując wielkie skarby za uwolnienie, lecz biada temu, kto śmiałby to zrobić, gdyż ma ona w zwyczaju pożerać ludzi.
Dżinny i ghule islam zaliczył do towarzyszy Iblisa, istot demonicznych. Kulturze arabskiej nieobce były jednakże pewne formy magii i czarów (sihr). Wśród magicznych akcesoriów wymieniane są też wilcze kły, umieszczane wraz z wersetami Koranu czy zaklęciami w pudełeczku noszonym na szyi, owinięte w czerwoną skórę.

### Ludy tureckie

Tradycyjna flaga Gagauzów

Turcy uważają się za potomków szarego wilka stepowego, podobnie jak Mongołowie. Należący do grupy ludów tureckich Gagauzi umieścili w narodowej fladze głowę wilka, podobny symbol widniał na dawnych flagach turkmeńskich.

### Czeczenia
Postać wilka umieszczono w herbie nieuznawanej na arenie międzynarodowej Czeczeńskiej Republiki Iczkerii. Nawiązuje ona do czeczeńskiej legendy o wilczycy. Wilk (wilczyca) znajduje się w herbie w pozycji półleżącej, w godle występuje także księżyc. Wilka umieszczono na narodowym ornamencie, przechodzącym w koło w stylu muzułmańskiego półksiężyca. Natomiast czeczeński hymn zaczyna się od słów: „Narodziliśmy się tej nocy gdy szczeniła się wilczyca”.
Wilk jest dla Czeczenów symbolem wolności, znakiem obrońców tak ojczyzny, jak i wiary. Jest symbolem mudżahedinów – bojowników, w razie konieczności ukrywających się, podobnie jak wilki, w górach, lecz zawsze gotowych do walki.
Tak właśnie przedstawia ową symbolikę Timur Mucurajew w utworze poświęconym klęsce Groznego. Dostrzec można w nim zbliżony do polskiej literatury okresu romantyzmu motyw podtrzymywania rodaków na duchu i postrzeganie klęski jako stanu przejściowego:
My swojej wolności nie oddaliśmy
Miasto nasze broniliśmy, jak tylko mogliśmy
Grozny, zostawiliśmy cię, lecz nie potrwa to długo
Wilkom odpoczynek wystarczy krótki.

### Zaratustrianizm
W zaratustrianizmie (zoroastryzmie) wilk kojarzony jest negatywnie. Najważniejsza dla nauki Zaratusztry jest Awesta (Jasna, XXX, 3):
Tak więc na początku były dwa duchy bliźniacze.
Każdy z nich niezależnie stworzył pierwiastek zła i pierwiastek dobra
w sferze myśli, słów i czynów.
I między tymi dwoma mądry wybiera dobro, [a] głupiec nie.
Zatem w religii tej występuje moralny dualizm, co ma konsekwencje dla kultu i symboliki. Obydwie potężne istoty duchowe, Ahuramazda i Aryman, posiadają zastępy duchów, które toczą ze sobą walkę. Walka taka toczy się także w świecie materialnym. Ponieważ ciemność i drapieżność skojarzono z dewami i ogólnie złem, wilk, jako zwierzę drapieżne i aktywne nocą, znalazł się w tej religii po stronie zła, w armii demonów.

### Hinduizm i buddyzm
W hinduizmie wilk nie jest ani szczególnie wywyższany ani poniżany. W hinduizmie istnieje wiara w reinkarnację, zatem wilk jest jednym z jej „ogniw”. Jest umieszczony w miarę wysoko w hierarchii reinkarnacyjnej, gdyż jest rozwiniętym ssakiem, zbliżonym do pozycji człowieka. Oczywiście wilk ma równe (z punktu widzenia religijnego) prawa, tak samo jak wszystkie istoty żywe oraz minerały.
Buddyzm odrzuca dualizm, mówi natomiast o prawdzie.
„Wszystko jest prawdą, która manifestuje się na poziomie przestrzeni jako informacja, na poziomie energii jako radość, a na poziomie fizycznym jako aktywne współczucie. Ta jedność przestrzeni i świadomości gra sama ze sobą, zna sama siebie, nie istnieją w niej podziały i zawsze jest doskonała. Powodem, dla którego nie nazywam tego bogiem, jest to, że nie chcę używać pojęć dualistycznych. Jeśli mówisz ‘Bóg’, wówczas ktoś inny powie ‘dusza’ albo ‘ja’ i powstanie dualność”.
Z tego też powodu nie jest możliwe określenie jakiegoś specyficznego stosunku buddystów do wilka ani do jakiegokolwiek innego gatunku. Buddyzm naucza, aby nie zabijać, nie czyniąc wyjątków dla drapieżników, w tym i wilka.

### Chiny i Mongolia
W mitach Chin i Mongolii znany był „niebiański wilk”. U Mongołów uchodził on za mitycznego przodka. W Tajnej Historii Mongołów na samym początku umieszczono zdanie: „Przodkiem Czyngis-Chana był Borte Czino – Szary Wilk, zrodzony pod szczęśliwym znakiem z Wysokiego Nieba”. Zatem chodzi tu o szarego wilka stepowego, którego potomkiem ma być Czyngis-chan. Wilka uważano za protoplastę narodu nie bez powodu. Warunki życia Mongołów, żyjących na stepach w odosobnionych grupach, z których każda musiała być samowystarczalna, są podłożem zamiłowania tego narodu do niczym nieskrępowanej swobody i wolności. Nawiązanie do podobnych zachowań wilków dostrzegł S. Kałużyński, zamieszczając podobne w treści uwagi we wstępie do polskiego wydania Tajnej Historii...: „Cechą mieszkańca stepów była duma ze swej swobody i niechęć do podporządkowania się jakimkolwiek jej ograniczeniom”.
W mitologii chińskiej wilk pełnił inną rolę – był strażnikiem Niebiańskiego Pałacu. Wielki wilk był także sprawcą zaćmień Słońca. Połykał je, a w celu uratowania słońca ludzie strzelali w jego kierunku z łuku lub bili w bębny, by przestraszyć i przegnać bestię.

### Japonia
W tradycyjnej religii japońskiej – shintō – wilka łączy się z górami. Zazwyczaj wilcze nazwy nadaje się miejscowościom i innym obiektom położonym w górach. Istnieje też mit o wychowywaniu przez wilki przewodniczącego klanu Fujiwara no Hidehira. W japońskich wierzeniach ludowych wilkom przypisuje się moc widzenia rzeczy ukrytych, według nich również człowiek może widzieć rzeczy takimi, jakie są naprawdę, patrząc „przez rzęsy wilka”. Wilk ma też według tychże wierzeń dysponować mocą ukrycia się przed ludźmi „nawet za pojedynczą trzciną”.
W kulturze japońskiej wilk postrzegany jest dość pozytywnie, występuje m.in. jako strażnik gór, pomagający ludziom. Według legendy, przed wielką powodzią w Hongu w 1889 ostrzegły miejscowych wieśniaków wyciem życzliwe im wilki. Wiara w życzliwość wilka ludziom skłaniała Japończyków do dzielenia się z nimi w sposób symboliczny potrawą zwaną sekihan, będącą tradycyjnie daniem serwowanym na szczęśliwe okazje – narodziny czy ślub.
Dla japońskich rolników wilk był sprzymierzeńcem, gdyż tępił powodujące znaczne szkody w uprawach jelenie i dziki.
Zabicie wilka sprowadzać miało nieszczęście na skutek zemsty duchów. Śmierć ostatniego znanego wilka japońskiego w 1905 roku nadal jest corocznie wspominana podczas obchodów święta przesilenia letniego O-bon. Wilk zatem, mimo zniknięcia jego rodzimych gatunków, pozostał zwierzęciem istotnym dla kultury Japonii.

## Wilk w kulturach północnoamerykańskich
W kulturach indiańskich trudno jest niekiedy oddzielić mity traktujące o wilku od tych dotyczących szakala czy kojota (nazywanego w legendach niektórych plemion „mniejszym wilkiem”). Wiadomo, że plemię Szoszonów uważało wilka za stwórcę. Zdarza się, że zwierzęta te występują zamiennie w różnych wersjach tego samego mitu. Podobny problem występuje w przypadku wierzeń egipskich – Upuaut (Wepwaut, Wepwawet – „otwierający drogi”) przedstawiany był pod postacią wilka, ale również psa pustynnego.
W kulturach Indian meksykańskich postać wilka występuje bardzo rzadko. Najczęściej jego postać wiązana jest z bogiem Ce Acatl. Według mitów miał on złożyć na ołtarzu poświęconemu zamordowanemu ojcu Mixcoatlowi ofiarę z tygrysa, orła i wilka. Pod postacią wilka lub kojota przedstawiany był również bóg przyjęć, pieśni i uczt Huehuecoyotl („Bardzo Stary Kojot”).
Wilk odgrywał dużą rolę w legendach i mitach Indian Ameryki Północnej. Był bohaterem wielu przypowieści. Jego postać była inspiracją do powstawania bractw wilków. Indianie – myśliwi uważali go za wzór do naśladowania. Ważną rolę odgrywał głównie u Algonkinów. Znany jest mit tego plemienia mówiący o pewnym mężczyźnie, który posiadał dwie bardzo złe i rozpustne żony. Chcąc znaleźć w nich dobre cechy, postanowił udać się z nimi na pustkowie. Rozbił swój namiot na szczycie góry. Jego pomysł nie przynosił dobrych rezultatów. Pewnego dnia kobiety postanowiły zabić męża i powrócić do wioski, by dalej oddawać się rozpuście. Wykopały dół pod bizonią czaszką, na której zwykł siadać mężczyzna i przykryły go gałęziami. Gdy Indianin powrócił z polowania, posiliwszy się usiadł na swoim miejscu i zapadł się w dół. Żony zwinęły namiot i wróciły do głównego obozu, mówiąc, że ich mąż zginął. On tymczasem żywy nie mógł wydostać się z jamy. Przez prerię szedł wilk i gdy ujrzał mężczyznę, zawył z litości nad jego sytuacją, a jego głos przywołał inne wilki. Zwierzęta postanowiły wydobyć ofiarę by uczynić go swoim bratem i by mógł żyć wśród nich. Stary wilk uzdrowił nieszczęśnika, lecz w tajemniczy sposób nadał jego głowie i rękom wilczy wygląd, resztę ciała pozostawiając w ludzkim kształcie. Wilkołak został potem przypadkiem rozpoznany przez dawnych współplemieńców; wtedy opowiedział im o zbrodni swych żon. Spotkała je należna kara.
Ten mit był inspiracją do przystosowywania adepta do wilczego bractwa. W Teksasie ród wilka w jednym z plemion grzebał żywcem nowicjusza aż po głowę, po czym jego współrodacy, odziani w wilcze skóry, wyjąc i naśladując wilki, wydobywali go z ziemi, dając mu łuk i strzały z życzeniami, by czynił tak jak wilki: rabował, zabijał i mordował. Członkowie bractw nosili skóry wilka i byli szczególnie biegli w usuwaniu strzał u rannych wojowników. Przygotowywali wojenne leki dla ochrony przed nieprzyjaciółmi.
Kultura Inuitów zna następującą legendę:
Wilk i karibu
Na początku była Kobieta i Mężczyzna, i nic innego nie chodziło, nie pływało i nie latało po świecie, aż pewnego dnia Kobieta wykopała w ziemi wielki dół i zaczęła w nim łowić. Jedno po drugim wyciągała różne zwierzęta, a ostatnim, jakie wyciągnęła z dziury, było karibu. Po czym Kaila, który jest bogiem nieba, powiedział Kobiecie, że karibu to największy dar ze wszystkich, gdyż on żywi człowieka. Kobieta puściła karibu na wolność i kazała mu się rozejść po kraju i rozmnażać, i karibu spełniło jej polecenie; i z czasem kraj stał się pełen karibu, tak że synowie Kobiety mieli dobre polowanie i dosyć jadła, i odzieży, i dobre skóry na swoje namioty, wszystko z karibu. Synowie kobiety polowali tylko na duże, tłuste karibu, bo nie chciało się im zabijać słabych, małych i chorych zwierząt, gdyż nie były one dobre ani do jedzenia, ani na skóry. I stało się po pewnym czasie, że chore i słabe przewyższyły liczbą tłuste i mocne, i zobaczywszy to synowie przerazili się i poskarżyli Kobiecie. Wówczas Kobieta zrobiła czar i przemówiła do Kaili w te słowa: Twoja robota jest niedobra, ponieważ karibu stają się coraz słabsze i chore, jeżeli je będziemy jedli, to też na pewno będziemy chorzy i słabi. Kaila usłyszała i odpowiedziała: Moja robota jest dobra. Powiem Amorakowi (Wilczemu Duchowi), a on powie to swoim dzieciom, i będą zjadać chore i słabe i małe karibu, żeby kraj pozostał dla tłustych i dobrych. I tak się stało, i dlatego karibu i wilk to jedno, gdyż karibu żywi swym ciałem wilka, a wilk utrzymuje karibu w sile i zdrowiu.

## Wilk w sztuce

### Wilk w literaturze

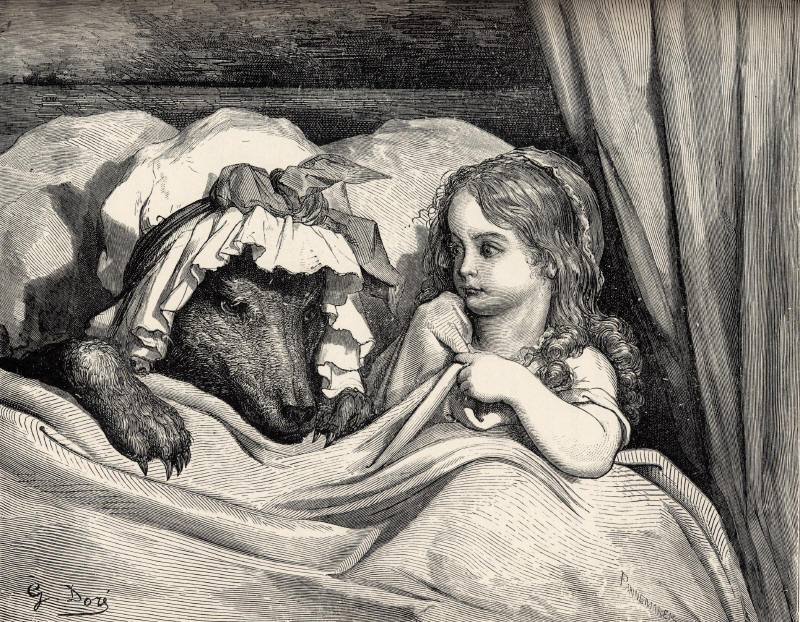
Ilustracja Gustawa Doré do Czerwonego Kapturka

Wilk jest częstym motywem literackim. Opisywany był już w Biblii, w literaturze antycznej (także przez Homera i Wergiliusza), nie był jednak postacią pierwszoplanową. Bywał wzmiankowany w kronikach, mimochodem, przy okazji. W V wieku Herodot pozostawił wzmiankę o rzekomym wilkołactwie u plemienia Neurów. Wilk przedstawiany był na ogół negatywnie, jako symbol dzikości, wręcz zła. Wyjątkiem są anonimowe Kwiatki świętego Franciszka i występujący tamże wilk z Gubbio.

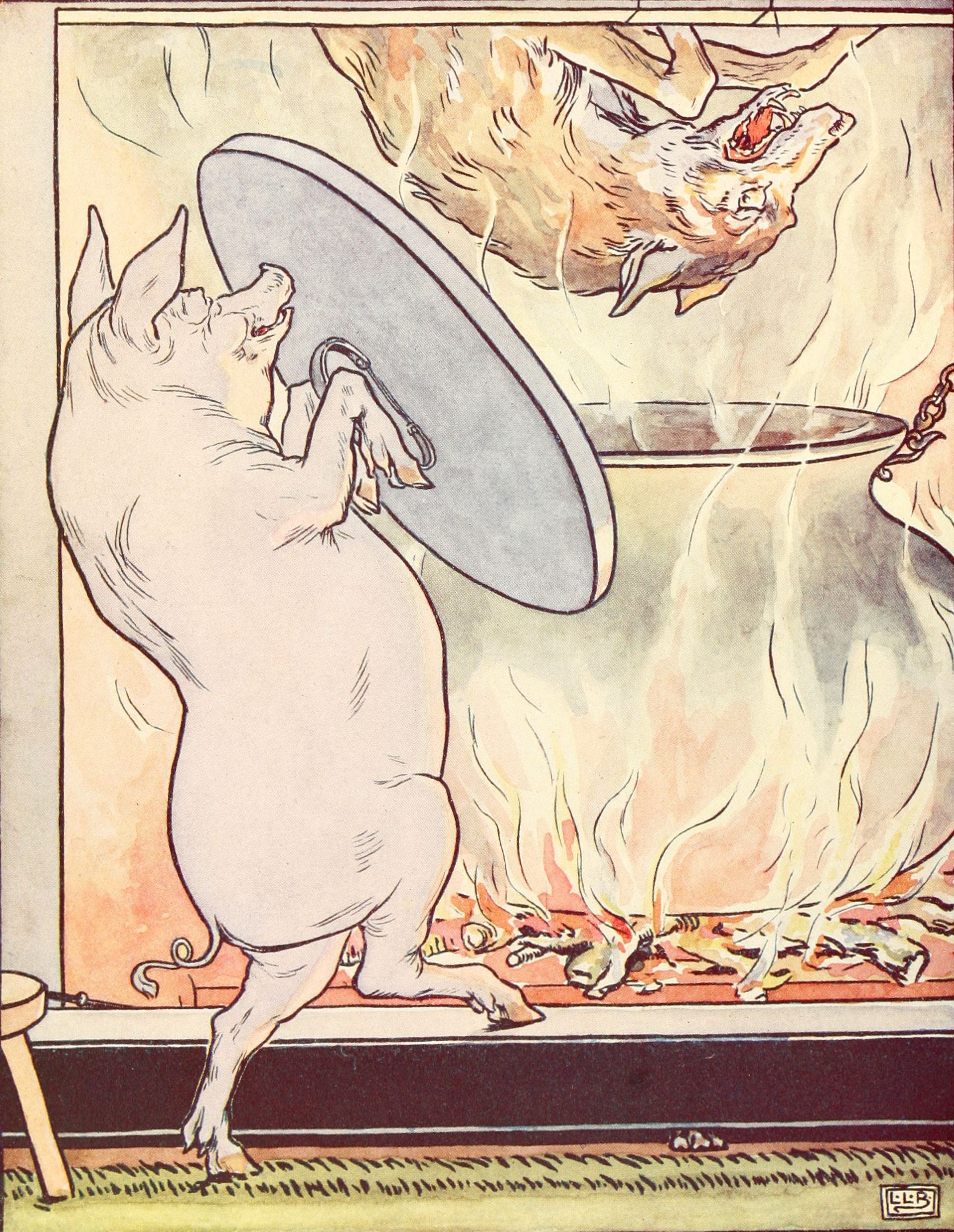
Wilk lądujący w kotle (ilustracja do baśni Trzy świnki braci Grimm – L. Leslie Brooke)

W bajkach i baśniach wilk jest bohaterem negatywnym. W Czerwonym Kapturku wilk próbuje pożreć tytułową bohaterkę i jej babcię używając podstępu, lecz zostaje pokonany przez gajowego. W baśni braci Grimm o trzech małych świnkach wilk również jest zły, podstępny i pazerny. Podobnie w bajkach Ignacego Krasickiego czy fraszkach Mikołaja Reja. Sporo miejsca w swej twórczości poświęcił wilkowi Jean de La Fontaine. W bajkach: Wilk i baranek, Wilk i lis, Lew, wilk i lis, Wilk i pasterze, Wilk, lis i małpa, Wilki i owce, Koń i wilk, Pies i wilk, Lis, wilk i koń, Strzelec i wilk, Koza, kózka i wilk La Fontaine ukazuje go jako okrutnego, ale czasem tłumaczy jego zachowanie zwierzęcą naturą.

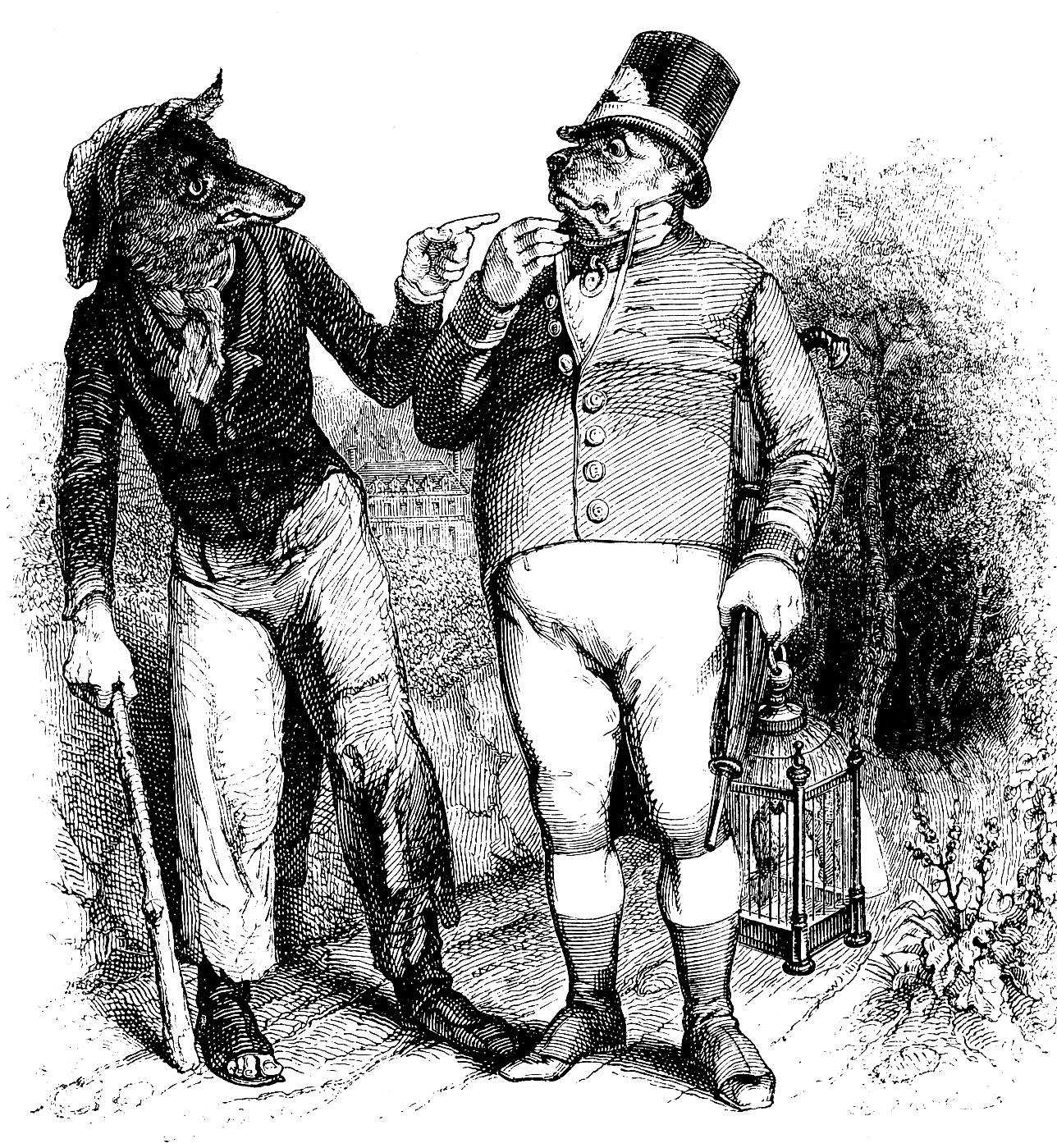
Ilustracja do bajki Pies i wilk

Nieco inny obraz wilka przyniosła literatura okresu romantyzmu. Adam Mickiewicz, przenosząc na polski grunt z bajki La Fontaine’a o psie i wilku i pisząc: „Lepszy na wolności kęsek lada jaki, niźli w niewoli przysmaki”, utworzył odniesienie do wilka jako symbolu dumy i wolności. Przypomniano sobie też, za sprawą Mickiewicza, legendę o żelaznym wilku, który miał przyśnić się księciu Giedyminowi i zdecydować o miejscu założenia Wilna. Daleką inspirację czerpał z niej np. Wacław Sieroszewski w Bajce o żelaznym wilku, traktującej o księciu podbitego plemienia, odzyskującym swoje włości.
Imię Wilk nosi też jeden ze starających się Jagienki Zychówny w powieści Sienkiewicza  Krzyżacy
Szczególną rolę odgrywa wilk u powieściopisarzy przełomu XIX i XX wieku, opisujących życie dalekiej Północy. W Białym Kle Jacka Londona oraz Szarej Wilczycy, Barim, synu Szarej Wilczycy i Włóczęgach północy Jamesa Olivera Curwooda zwierzę to jest głównym bohaterem książki, będąc jednocześnie symbolem dzikiej przyrody, która jeśli poddaje się człowiekowi, to tylko temu, który obdarzy ją miłością i szacunkiem. Obraz wolnego wilczego stada znajduje się też w Księdze dżungli Kiplinga.
Symbolem wolności, sprzeciwienia się niewolącemu systemowi jest też wilk u dwóch poetów ostatnich dekad XX wieku: wzorowana na Obławie na wilki (Охота на волков) Włodzimierza Wysockiego Obława Jacka Kaczmarskiego zyskała szeroki oddźwięk społeczny, także w kręgach opozycji w latach 80. XX wieku. Zostało to rozwinięte w jej kontynuacjach, aż do Obławy IV, która podejmuje temat psa służącego systemowi i niezależnego wilka.
Ten motyw został podchwycony przez środowiska anarchistyczne, głównie eko-anarchistyczne. Symbol psa został ich tekstach przypisany aparatowi państwowemu, zwłaszcza policji, symbol wilka – anarchistom. Ilustruje to slogan Psy służą – wilki są wolne.
Stereotyp okrutnego, zawsze zwycięskiego wilka przekornie obalają dwudziestowieczni fraszkopisarze: Jan Sztaudynger i Stanisław Jerzy Lec. W ich fraszkach wilk okazuje się słaby w starciu z pozornie tylko słabszą owcą czy kozą.
Inną symbolikę – wilka samotnika, outsidera – przywołuje Hermann Hesse w tytule na poły autobiograficznej powieści Wilk stepowy.
Ponadto wilki i wilkołaki często występują jako tło wydarzeń lub wątek poboczny. Wilcze wycie buduje nastrój grozy w horrorach. Wilk występuje jako towarzysz i sprzymierzeniec mrocznych sił w powieściach, na przykład towarzyszy i pomaga wampirom w cyklu powieści Nekroskop Briana Lumleya. W Opowieściach z Narnii C.S. Lewisa wilk Maugrim jest sługą białej czarownicy i szefem Tajnej Policji Królewskiej, a w mitologii Śródziemia J.R.R. Tolkiena wilki (wargowie) służą głównym antagonistom. Wykorzystywany był także motyw kobiety-wilkołaka, przedstawianej jako biała wilczyca podczas pełni, a piękna kobieta poza tym okresem. Wątek taki występuje w powieści Okręt widmo Fredericka Marryata, jako uboczny w historii życia jednego z przyjaciół głównego bohatera.
Nowe Ateny
Encyklopedia Nowe Ateny księdza Benedykta Chmielowskiego, tak opisuje wilka:
Wilk tę ma o sobie mówienia materiam, że jest Zwierz żarłoczny, szkodliwy. Żeby silnego mógł uchodzić konia, ziemi się obżera, dopiero z impetem za gardło chwyta konia, poty trzymając, póki Koń z nim ziemią obciążonym nie ufatyguje się i nie padnie. Dopiero zajadłszy go, ziemie z siebie wyrzuca per vomitum, a Końskim się mięsem dobrze napycha. Albertus Magnus. Myśliwi czynili relacją, że Wilcy w lasach mają exercitia siły swojej, to jest pniaki, kłody biorą w pyski, z niemi przez grube drzewa czynią salty, a tak wyćwiczeni, tegoż dokazują na dzikich prosiętach, a potym Wieprzach, Baranach, Cielętach.
(...)
Nie mały i to cud, kiedy na Paryż Miasto napadłszy wiele Wilków, Ludzi pożarli ośm kroć sto tysięcy, Teste Gvagnino lib. I-mo & Majolo. Zaczym dla odwrócenia tej plagi Bożej, w Świecie vix słyszanej, postanowił Supplikacye Ś. Mamertus Biskup Wienneński śpiewając Litanie o Wszystkich Świętych.(...)
Jest uparta opinia między prostym Ludem, że niektórzy Ludzie stają się Lycanthropi, to jest w postać Wilków zamienieni, zowią ich Polskim terminem Wilkołaki, co jest daleko od prawdy, oprócz że Arte Magica może Człekowi być dana figura jakiej Bestii, i to tylko oczom Ludzkim tak się prezentująca, non substantialiter.
W innym miejscu przywołuje Chmielowski legendę:
„Eustorgiusza wilk słuchając, dał się do woza zaprząc, ciągnał jak koń”.

### Wilk w malarstwie i rzeźbie
W malarstwie chrześcijańskim wilki zawsze stanowiły symbol zła. Jego postać przebrana za baranka symbolizowała fałszywych proroków, wiodących ludzi ku zagładzie. W obrazach związanych z zakonem dominikanów pojawienie się wilka było równoznaczne z heretykami, którzy byli przepędzani przez białe psy. W ikonografii świętych znany jest obraz związany z legendą św. Eustachego. Zwierzę to porywa jednego z dwóch jego synów znajdującego się na przeciwnym brzegu. Znany jest również obraz, gdzie św. Franciszek z Asyżu pokonuje wilka zagrażającego mieszkańcom Gubbio.
Przedstawienie wilka w obrazach często symbolizowało również rozwiązłość lub potajemne spotkania. Jego łaciński żeński odpowiednik lupa oznacza prostytutkę a lupanar – wilczą jamę, co w starożytności oznaczało miejsce schadzek.
W malarstwie XIX-wiecznym istotną rolę odgrywał wilk w twórczości Alfreda Wierusza-Kowalskiego, przedstawiany jako samotnik lub w stadzie, stanowiący niebezpieczeństwo dla człowieka.

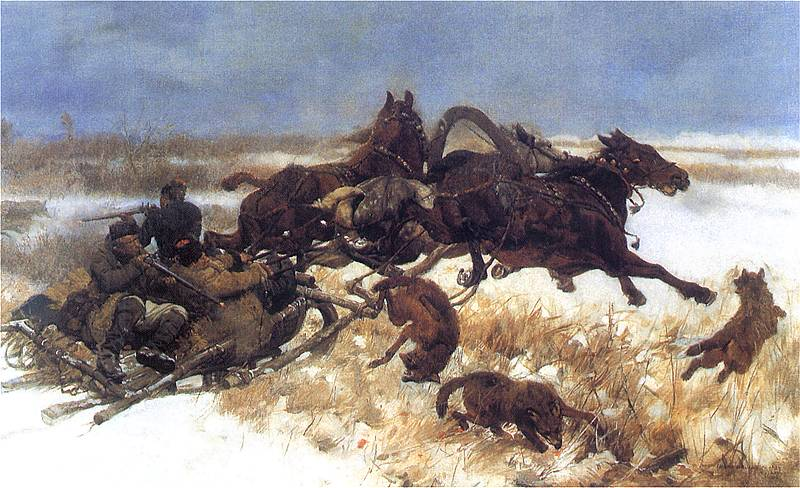
Napad wilków, Józef Chełmoński
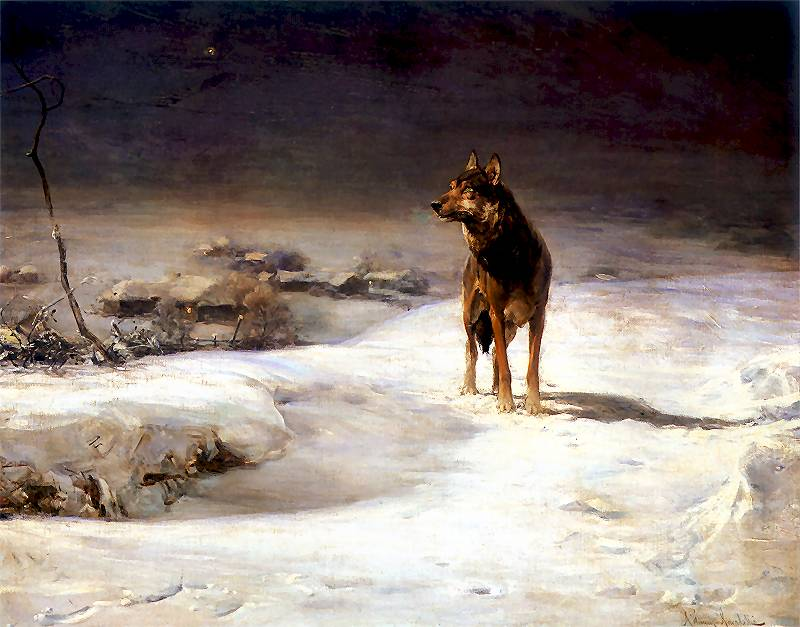
Wilk, Alfred Wierusz-Kowalski
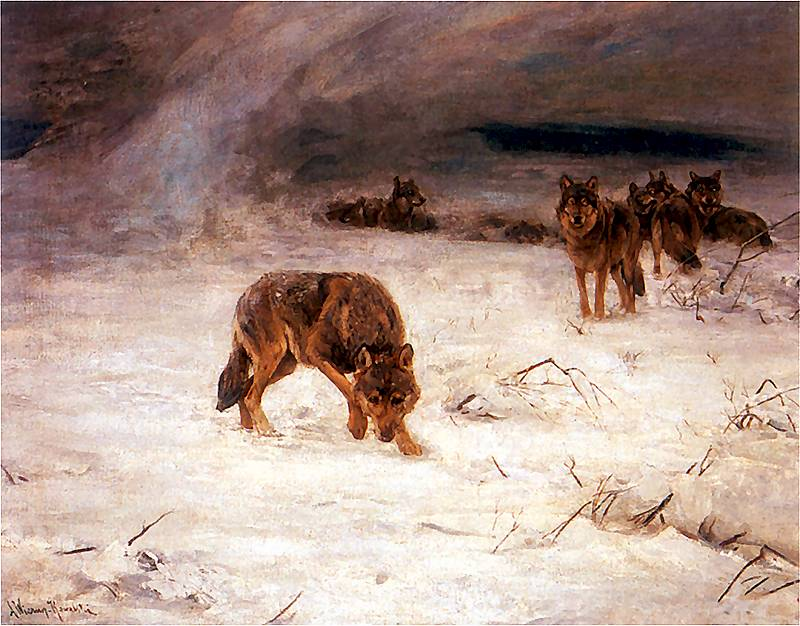
Wilki podczas zamieci, Alfred Wierusz-Kowalski
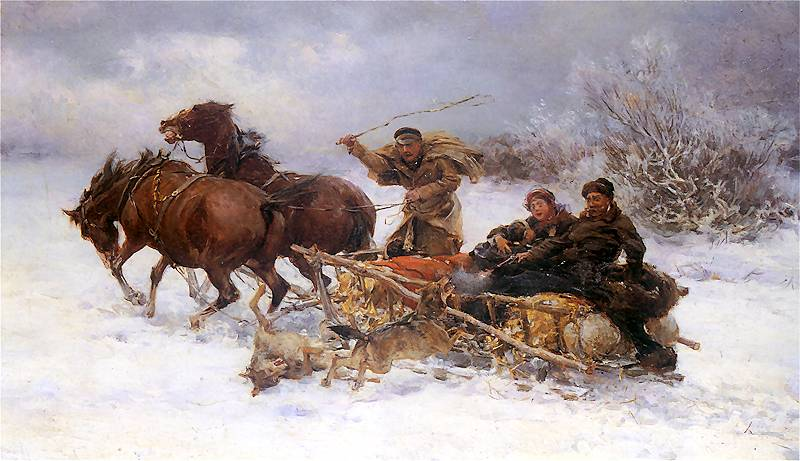
Wilki napadające na sanie, Alfred Wierusz-Kowalski
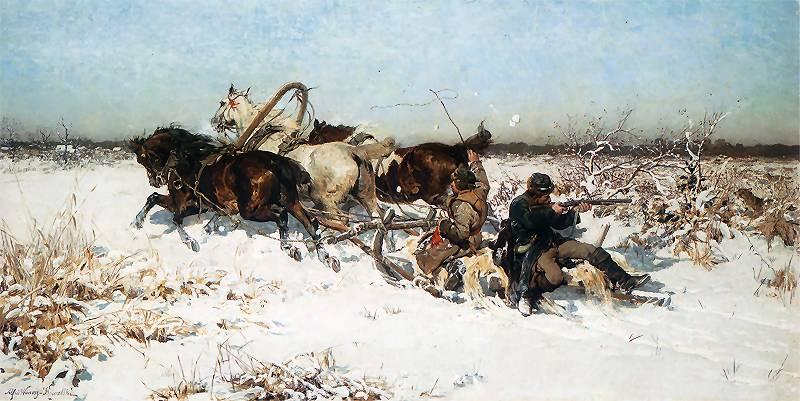
Zaatakowani przez wilki, Alfred Wierusz-Kowalski
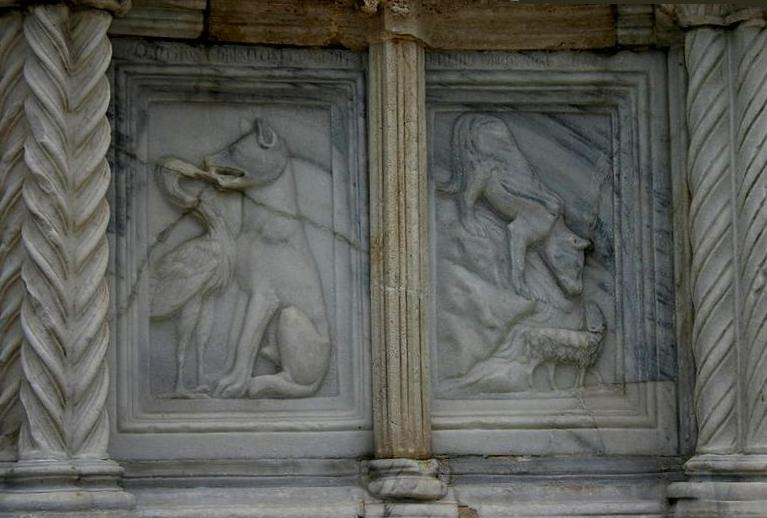
Wilk na płaskorzeźbie w Perugii – Fontana Maggiore
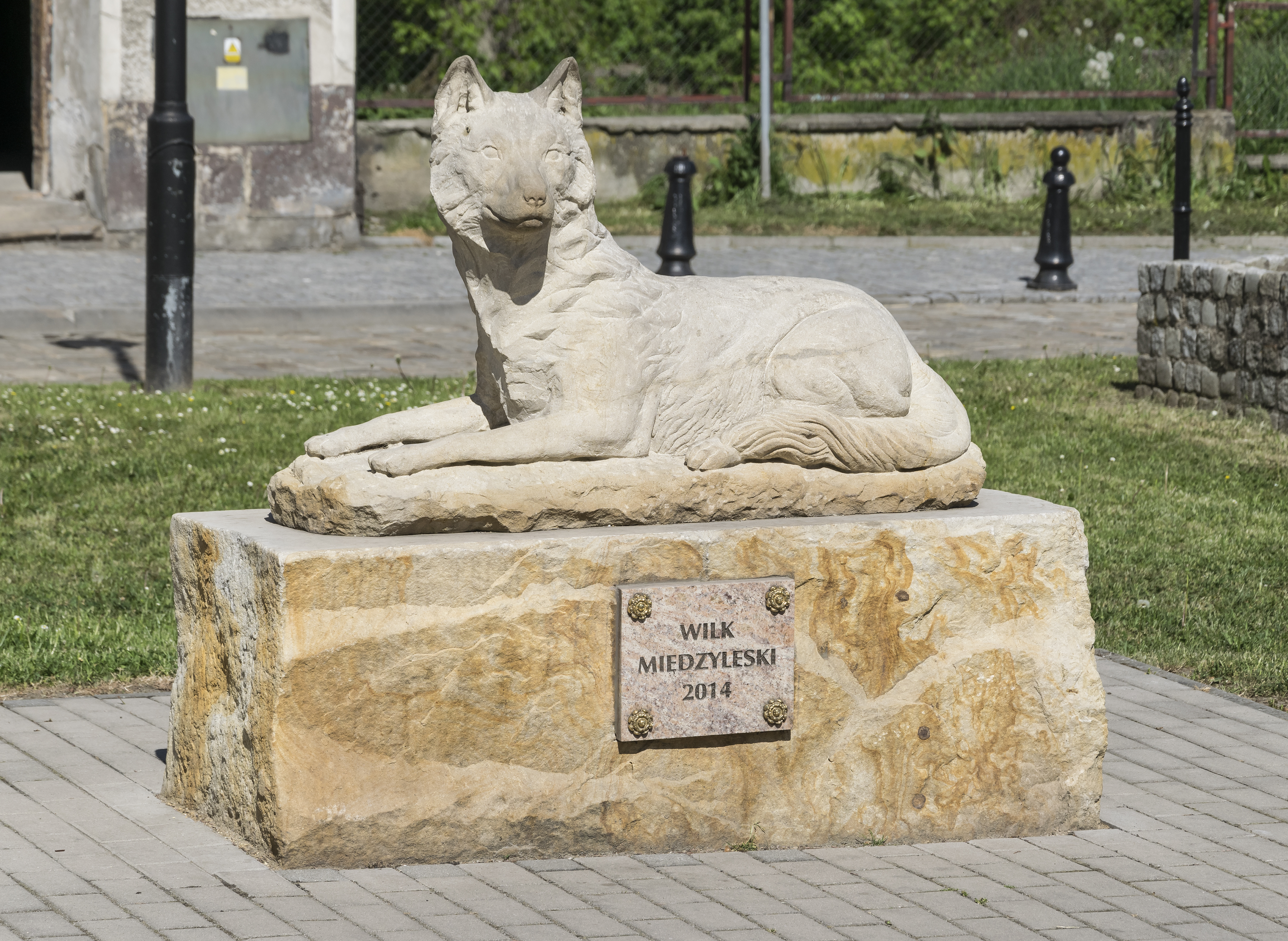
Wilk Międzyleski
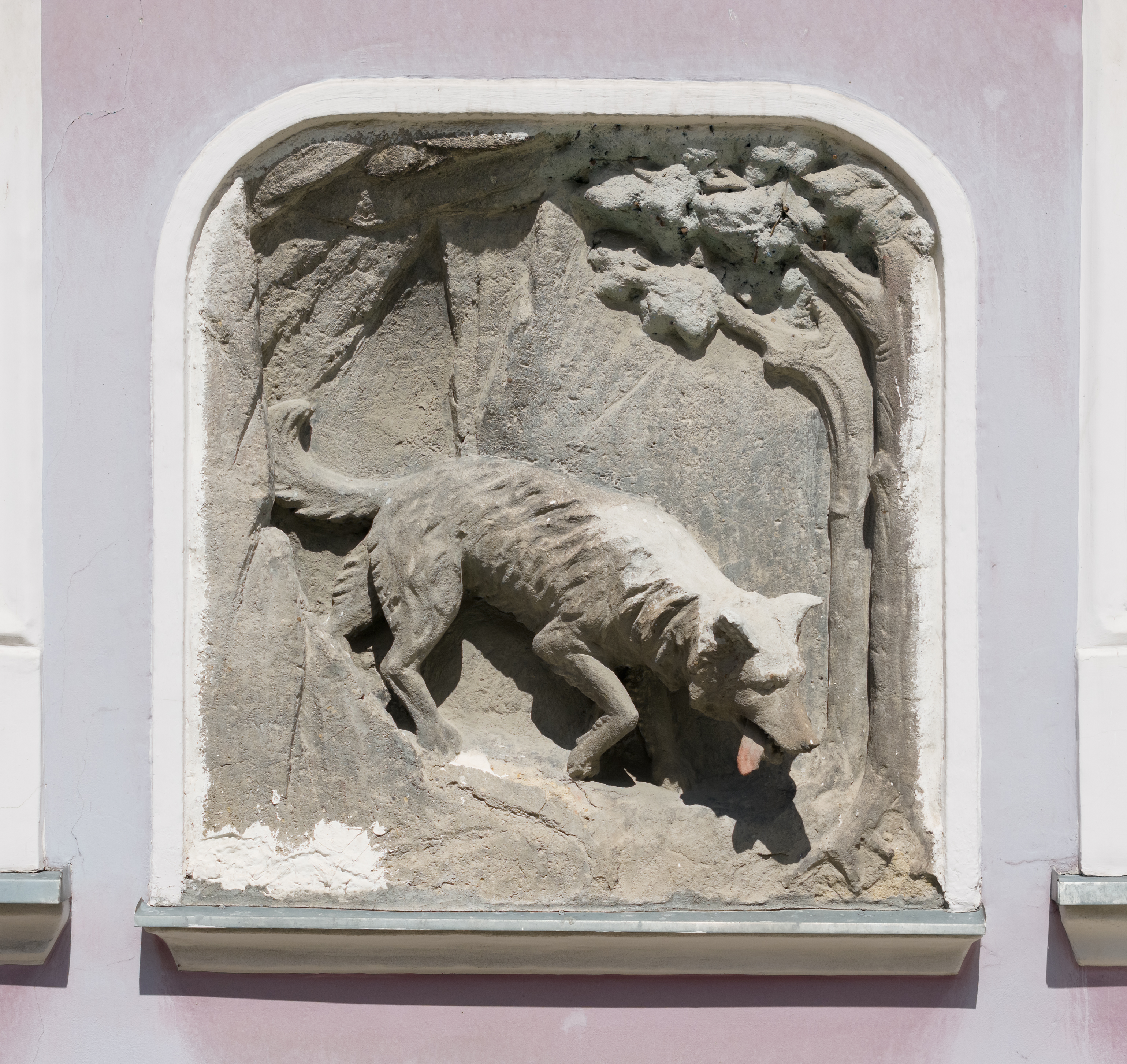
Rzeźba wilka w Kłodzku

### Wilk w muzyce
W cyklu Obław Jacka Kaczmarskiego wilk jest symbolem wolności i dumy (Obława). Wiele utworów muzycznych traktuje o wilkach lub wilkołakach. Szwedzki zespół viking metalowy Månegarm przybrał imię mitycznego wilka. Pseudonim „Wilku” nosi raper z grupy Hemp Gru.
Wilkowi i wzajemnym stosunkom człowieka i wilka poświęcony jest utwór Of Wolf and Man Metalliki.
Zespół Moonspell wydał album Wolfheart, o wilczej, a właściwie wilkołaczej tematyce. O podobnej tematyce wydany został także album zespołu XIII. století pod nazwą Werewolf.
W Polsce wilcze miano przyjął zespół Wilki.
Siergiej Prokofjew skomponował w 1936 baśń muzyczną Piotruś i wilk.

### Wilk w filmie
Film często wykorzystuje motyw wilkołaka, od Wilkołaka z Bélą Lugosim z 1941 r., przez Wilka (1994) z Jackiem Nicholsonem i Michelle Pfeiffer, aż do komedii Amerykański wilkołak w Paryżu (1997).
Z kolei uproszczony stereotyp złego wilka utrwaliła popularna radziecka kreskówka Wilk i Zając, w której zły, ale i nieco nieporadny wilk prześladuje bohatera pozytywnego – zająca.
Zdarzają się też filmy, w których wilk symbolizuje przyrodę, takie jak Tańczący z wilkami (1990).
Filmowa baśń o miłości, która nie może się spełnić za sprawą czarów, to należąca do gatunku fantasy Zaklęta w sokoła (Ladyhawke) z 1985. Ona za dnia jest sokołem, on w nocy wilkiem. Historia osadzona jest w realiach średniowiecznej Francji.
W roku 1986 ostatnie dwa odcinki serialu Robin z Sherwood noszą tytuł The Time of the Wolf (Czas wilka) i przedstawiają kult wilka jako odniesienie do „zdziczenia” i zniszczenia, Apokalipsy.
W roku 2001 nakręcony został francusko-kanadyjski film kostiumowy Braterstwo wilków, dziejący się Francji w XVII wieku i nawiązujący do historii bestii z Gévaudan. Podobnie jak w The Time of the Wolf wilk przedstawiony jest jako wyobrażenie bestii, która ma pojawić się w okresie schyłkowym, w czasie Apokalipsy.
Motyw wilka obecny jest także w polskim kinie. W 1983 Marek Piestrak nakręcił horror Wilczyca. Obraz opowiada o kobiecie odtrąconej przez męża, która po śmierci przemieniła się w wilkołaka. W 1990 nakręcona została druga część – Powrót wilczycy. Scena inwazji wilków występuje w ekranizacji Akademii Pana Kleksa.
W 2006 roku powstał film animowany Piotruś i wilk – efekt współpracy łódzkiej wytwórni filmów animowanych SEMAFOR z angielską reżyserką Suzie Templeton. Ten animowany film lalkowy jest adaptacją baśni muzycznej z repertuaru muzyki poważnej Prokofiewa.
Serial Prawda o wilkach Jima i Jamie Dutcherow to przyrodniczy film dokumentalny, przedstawiający parę ludzi, która zamieszkała w głuszy, by obserwować sforę wilków.
W rosyjskim filmie fantasy „Volkodav:Ostatni z rodu Szarych Psów” (2006) bohater walczy z przeciwnikami, których symbolem jest stylizowany wilczy łeb.

### Wilk w grach
Niektóre gry oferują przy wyborze postaci gracza możliwość przybrania postaci wilka lub wilkołaka, jak w grze fabularnej Wilkołak: Apokalipsa. Wydawnictwo, które wydało tę grę, jak również inne podręczniki RPG w Świecie Mroku nosi nazwę White Wolf.
W grach komputerowych najczęściej wilk jest przeciwnikiem gracza, nierzadko jednym z silniejszych, a nawet najsilniejszym. Występuje w takich grach fabularnych jak seria Baldur’s Gate, Icewind Dale oraz Gothic.
Wolf
Grą komputerową, w której można wcielić się w wilka jest Wolf wyprodukowana przez Sanctuary Woods w 1995. Jest to symulacja życia wilczego stada z elementami RPG.

## Wilk w nazewnictwie
Imię wilka często przybierały oddziały partyzanckie i organizacje terrorystyczne. Na Litwie w dwudziestoleciu międzywojennym działała parmilitarna organizacja Żelazny Wilk (lit.: Geležinis Vilkas). Sprawca zamachu na papieża Jana Pawła II, Mehmet Ali Ağca, był członkiem Szarych Wilków. Także Adolf Hitler swoją kwaterę nazwał Wilczy Szaniec, a niemiecka partyzantka pod koniec II wojny światowej nosiła miano Werwolfu.
Również inne terminy wojskowe wywodzą się od słowa wilk. Prymitywna pułapka – dół przykryty gałęziami, zwana jest „wilczym dołem”, zaś taktyka stosowana przez niemieckie okręty podwodne podczas I i II wojny światowej nosiła miano wilczego stada. Także sprzęt wojskowy nazywano wilczymi imionami. ORP Wilk, PZL.38 Wilk – to tylko dwa przykłady. Nazwę Szary Wilk nadano także zdobytemu na Niemcach przez powstańców warszawskich transporterowi opancerzonemu typu Sd.Kfz.251/3 Ausf. D.
Pseudonim „Wilk” nosił Aleksander Krzyżanowski, komendant Okręgu Wileńskiego AK.
„Wilczycą z Francji” nazywano królową Anglii – Izabelę Francuską, córkę Filipa IV Pięknego.
Wilcze miano ma w założeniu wzbudzać strach w przeciwnikach, w podobnym celu nadaje się je klubom sportowym, na przykład Wolverhampton Wanderers F.C. nosi przydomek „wilki”, istnieje też w Anglii drużyna rugby o nazwie Warrington Wolves. W Ameryce Północnej w NBA występuje klub Minnesota Timberwolves, a w American Hockey League – Chicago Wolves. Z drugiej strony, maskotką Zimowych Igrzysk Olimpijskich w Sarajewie był niegroźny wilk Vučko.
Wilczętami nazywa się odpowiednik zuchów w skautingu – także zuchy z ZHR mają na mundurowej czapce naszytego wilczka.

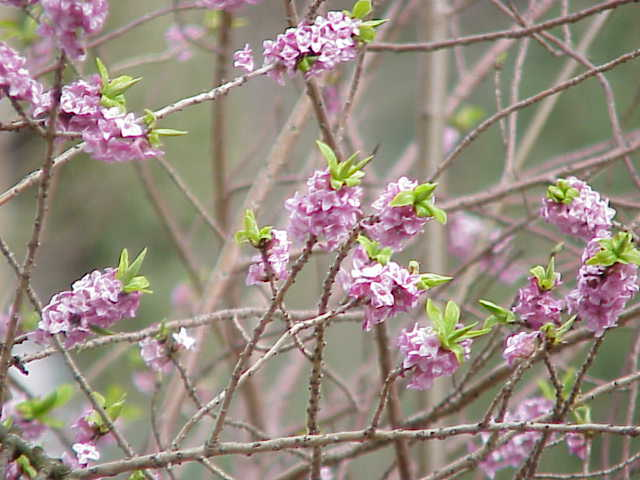
Wawrzynek wilczełyko

Wilcze nazwy noszą niektóre rośliny, na ogół trujące: pokrzyk wilcza jagoda, wawrzynek wilczełyko czy wilczomlecz.
W świecie zwierząt również nazwa wilk była używana do określania zwierząt przypominających znane Europejczykom – zarówno blisko spokrewnione z występującymi na półkuli północnej wilkami, jak wilk grzywiasty z Ameryki Południowej, jak i bardzo odległych biologicznie gatunków, takich jak wilk workowaty z Australii.
Również w nazewnictwie schorzeń użyto słowa wilk, zarówno w polskim zwrocie „złapać wilka”, jak i obowiązującej do dziś łacińskiej nazwie na określenie tocznia rumieniowatego (lupus erythematosus).
Wilk to również nazwa gwiazdozbioru półkuli południowej.
Nazwa zwierzęcia figuruje również w dziecięcej grze planszowej o charakterze warcabowym Wilk i owce.

### Wilcze imiona i nazwiska
W Polsce imię Wilk było używane jeszcze w średniowieczu (także w formach pochodnych jak Wilkomir czy Wilczan). Współcześnie próbowano nadać je dziecku płci męskiej w Dusznikach-Zdroju. Germanie szczególnie upodobali sobie imiona, które zawierają element Wolf = wilk; wraz z imionami, zawierającymi element Rabe = kruk (jak Bertram/Bertrand, Guntram, Emmeram), odnoszący się do drugiego z ulubionych zwierząt Odyna, naliczono ich ponad 400. Połączenie obu tych członów stanowi imię Wolfram. Inne „wilcze” imiona:
- Autolykos, dziad Odyseusza
- Likurg, prawodawca Sparty
- Likaon – mityczny król Arkadii

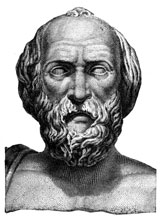
Likurg

- Lupus – imię używane w starożytnym Rzymie, oznaczające „wilk”
- Lupercus (Luperkus) – imię używane w starożytnym Rzymie, oznaczające „wilczy”
- Wolf (także Wolff i Wulf) – germańskie imię męskie znaczące dosłownie „wilk” (zobacz też: Focke-Wulf)
- Wolfgang – germańskie imię męskie powstałe z połączenia słów wolf i gang (przejście)
- Wolfram – germańskie imię męskie powstałe z połączenia słów wolf i hramn (kruk)
- Ederwolf – germańskie imię męskie oznaczające „szlachetny wilk”
- Rudolf – germańskie imię męskie oznaczające „sława wilka” oraz żeńska forma Rudolfina
- Ludolf – germańskie imię męskie oznaczające „sławny wilk” i jego żeński odpowiednik Ludolfina („sławna wilczyca”)
- Adolf (łac. Adolphus, niem. Adolph, fr. Adolphe, hiszp. Adolfo) – „szlachetny wilk”, imię pochodzenia germańskiego
- Arnulf, Ebrulf, Teodulf, Wulstan, Ingolf – inne męskie imiona germańskie, których jeden człon pochodzi od słowa „wilk”
- Ulf – skandynawskie imię oznaczające wilka
- Vuko – chorwackie imię oznaczające „wilk” (serbskim odpowiednikiem jest Vuk – Вук; Vuk Karadžić wspominał, że imię Vuk nadawano dziecku kobiety, której się dzieci źle chowały – uważano, że to wiedźmy je pożerają, lecz na wilka będą się obawiały napaść)
- Lupul – rumuńskie imię oznaczające „wilk”, popularne na Bukowinie
- Wyłko – bułgarskie imię oznaczające „wilk”, por. Wyłko Czerwenkow
- wspomniany wyżej Wolf oraz Zew (Zeew) to związane z wilkiem imiona z kręgu kultury żydowskiej, w jidysz także Welwel. Były to imiona nawiązujące do błogosławieństwa Jakuba, który nazwał wilkiem swego syna, Beniamina.

Nazwisko Wilk istnieje we wszystkich używających nazwisk kulturach, które miały styczność z tym gatunkiem.

#### Imiona indiańskie
- Szalony Wilk (Mad Wolf) – wódz Indian plemienia Szejenów
- Mały Wilk (Little Wolf) – wódz Indian plemienia Szejenów.
- Samotny Wilk (Lone Wolf lub Guipago) – wódz Indian Kiowa
- Spacerujący Wilk (Walking Wolf) – jeden z wodzów Indian Szejenów.
- Wódz Wilków (Wolf Chief) – wódz Indian Mandan znany również jako Ha-Na-Tah-Muah

### Wilk w nazwach miejscowych
Miejscowości w Polsce:

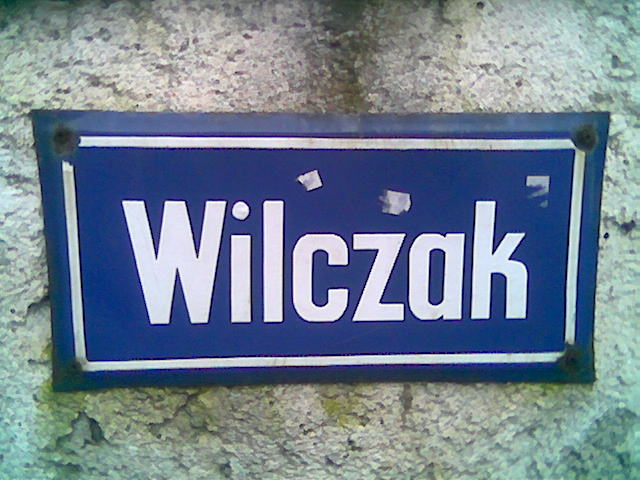
ul. Wilczak w Poznaniu

Wilcza, Wilcza Góra, Wilcza Wola, Wilcze, Wilczewko, Wilczewo, Wilczęta, Wilczkowice, Wilczkowice Dolne, Wilczkowice Górne, Wilczkowo, Wilczków, Wilczogóra, Wilczowola, Wilczyce, Wilczyn, Wilczyska, Wilkanowo, Wilki, Wilkowa, Wilkowice, Wilkowisko, Wilkowo, Wilkowyja, Wołkowyja, Wilków; oraz Wilkowyje (dzielnica Tych), Wilcze Gardło (dzielnica Gliwic), Wilczak (część Poznania) i Wilcza Łapa (dzielnica Wilna).
Na świecie (wybór):
- Vukovar  Chorwacja
- Wilno  Litwa
- Wolfach  Niemcy
- Wolfenschiessen  Szwajcaria
- Wolfhagen  Niemcy
- Wolfsberg  Austria
- Wolfsburg  Niemcy
- Wolverhampton  Wielka Brytania
- Wołkowysk  Białoruś
- Saint-Loup-de-Buffigny, Saint-Loup-sur-Semouse, Saint-Loup-de-Varennes, Saint-Leu-d’Esserent  Francja – nazwa miejscowości odwołuje się do św. Wilka (łac. Lupus, fr. Loup)[30].

Herb rodu Zapolyia

Herb St. Pölten

Herb Pasawy

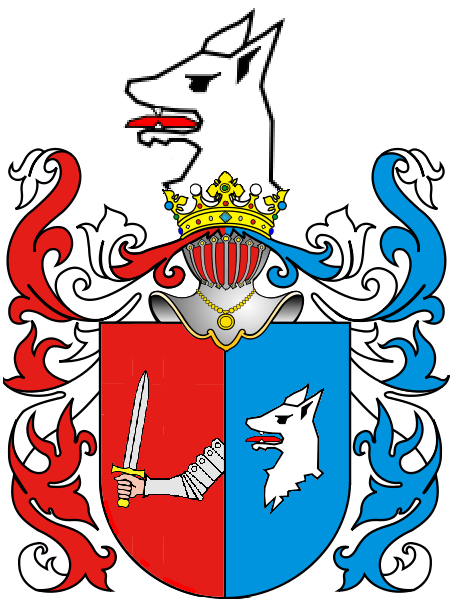
Polski herb szlachecki Wilcza Głowa

### Wilk w heraldyce i weksylologii
Wyjący do księżyca wilk znajdował się w herbie magnackiego węgierskiego rodu Zapolya, z którego pochodziła pierwsza żona Zygmunta Starego. Znajduje się też w herbach inflanckich baronów Wolff, rodów von Wolffeld, von Wulff i von Wolffenschild oraz szwajcarskiej rodziny Wolf.
Znana jest figura heraldyczna wilcze zęby przedstawiana jako trzy lub cztery lekko wygięte trójkątne wycięcia brzegu tarczy, skierowane ostrym wierzchołkiem ku jej środkowi. Prawdopodobnie taką figurą był początkowo herb rodu Batorych.
W niemieckiej heraldyce występuje także godło wilcze żelazo (niem. Wolfeisen), dawna myśliwska broń miotana, do polowań na wilki.
Wspięty wilk widniał na fladze komturii krzyżackiej w Balgi. Wśród zdobytych pod Grunwaldem jest opisana przez Długosza „Chorągiew Narodu Szwajcarów”, z białym wilkiem stojącym w czerwonym polu. Poetycki opis tego trofeum dał Jerzy Harasymowicz w „Banderia prutenorum”: Wilk biały w polu czerwonym na drzewie siedzi
Według znanego francuskiego portalu Héraldique européenne wilk w barwie naturalnej, zbrojny w szabkę, stojący na zielonym wzgórzu w polu czerwonym jest herbem węgierskiego rodu Sarkozy de Nagy-Botsa, z którego pochodzi obecny prezydent Francji Nicolas Sarkozy.
Wilk jest umieszczony na fladze plemienia Beniamina, jednego z 12 plemion Izraela.
Wilk występuje w herbach miejskich Grajewa, Łobza i Międzylesia oraz w herbie gminy Wilkowice.
Inne herby miejskie i gminne z wilkiem:
- Chanteloup-les-Bois – gmina  Francja
- Egyhazaskeszo – gmina  Węgry
- Gospić – miasto  Chorwacja
- Gumefens – gmina  Szwajcaria
- Lupeni – gmina  Rumunia
- Mõniste – miasto  Estonia
- Pasawa – miasto  Niemcy
- Peine – miasto i powiat  Niemcy
- Stara Zagora – okręg  Bułgaria
- St. Pölten – miasto  Austria
- Steinach – gmina  Szwajcaria
- Wilkau-Haßlau – miasto  Niemcy
- Wołkowysk – miasto  Białoruś
- Wołchańsk – miasto  Ukraina
- Wołkiw – miasto  Ukraina
- Wekweti – miasto  Kanada

Wilk na flagach narodowych:
- Czeczenia (wariant flagi z okresu niepodległości, wilk występował w godle)
- Gagauzi
- Gökchai i Zangezur – terytorium kontrolowane przez Ormian, wilcza głowa widnieje na fladze bojowników azerskich z tego rejonu
- Turkmeni (jedna z flag historycznych, współcześnie nieużywana)

## Wilk w idiomach i przysłowiach
Idiomy
- wilk morski
- wilki w owczej (baraniej) skórze
- spoglądać (patrzeć) wilkiem
- głodny jak wilk
- wilczy głód (apetyt)
- wilcze prawo – bezprawie, prawo silniejszego
- wilcza przyjaźń
- wilczy bilet
- lupus in fabula (łac. wilk w bajce, Terencjusz, Adelphi, odpowiednik o wilku mowa, a wilk tuż)
- żelazny wilk, bajki o żelaznym wilku – zmyślenia, fantazje
- zobaczyć wilka – zaniemówić
- wilk chowany – natura dzika, oswojona tylko pozornie
- wilk go owiał – o człowieku skłonnym do milczenia

Przysłowia
- Bierze wilk i liczone [owce]
- Człowiek człowiekowi wilkiem (Homo homini lupus)
- Mów wilkowi pacierz, a wilk woli kozią macierz
- Natura ciągnie wilka do lasu
- Nosił wilk razy kilka, ponieśli i wilka
- O wilku mowa, a wilk tuż
- Wilk syty i owca cała
- Wilk dotąd trzyma przymierze z barany, dokąd syt leży ich mięsem napchany
- Wilk, niech jak wilk żyje, w lisią skórę się nie kryje
- Warszawiak w pracy, a wilk u pługa? Jednaka z obu posługa
- Popie oczy, wilcze gardło, co zobaczy, to by żarło
- wilk ucieka od orła – przysłowie greckie; wilk ucieka od szybszego od siebie
- Nie wywołuj wilka z lasu